# 日米交渉

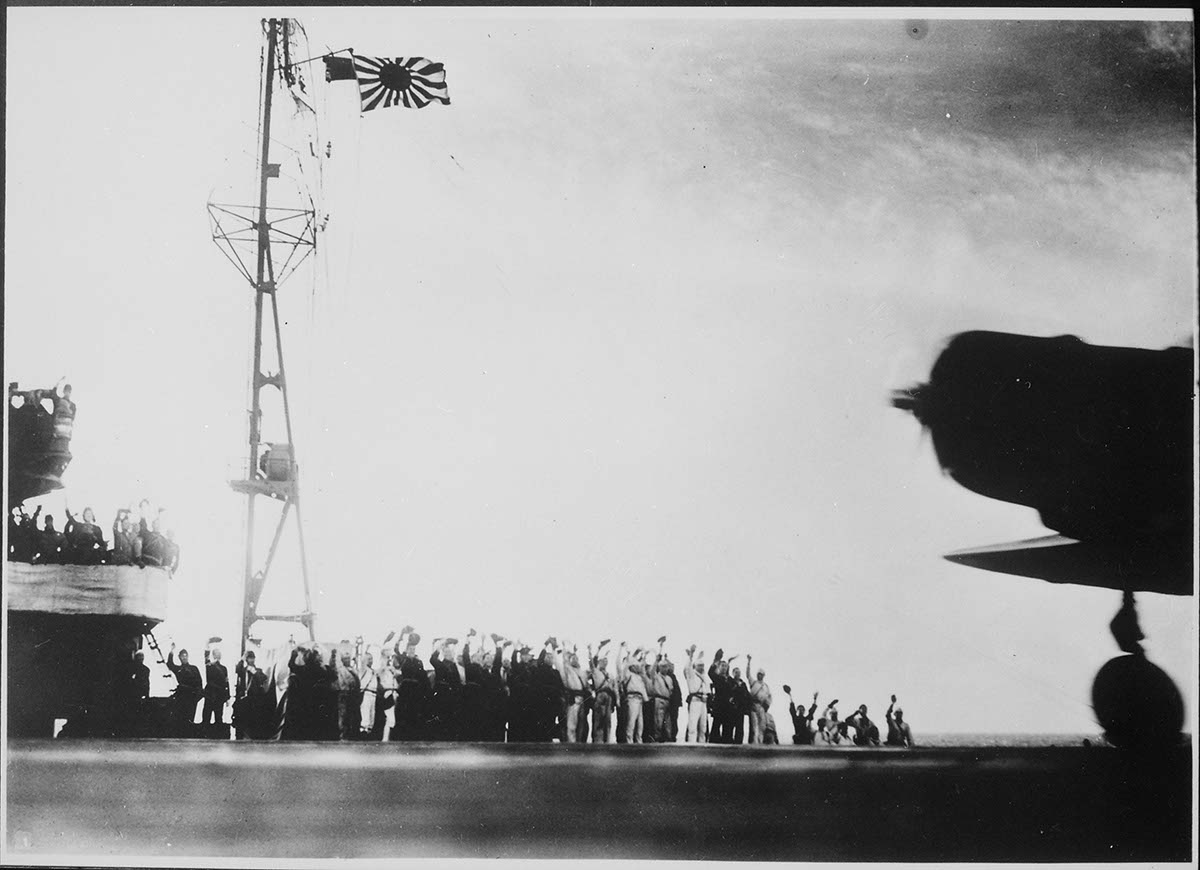
真珠湾攻撃に向け航空母艦を発進する日本海軍の艦載機(現地時間1941年12月7日、アメリカ国立アーカイブス)

日米交渉（にちべいこうしょう）とは、1941年（昭和16年）4月から同年12月の間になされた、太平洋戦争（大東亜戦争）開戦直前の日本政府およびアメリカ合衆国政府間での国交調整交渉である。

## 概要
民間ベースの動きを足がかりに、1941年春から日本陸軍の中国大陸撤退を条件に、満州国の国家承認、日独伊三国同盟の是非、
日米通商関係の正常化などを論点とした交渉が、野村吉三郎駐アメリカ大使とコーデル・ハル国務長官との間で始められた。
しかし、ドイツ国訪問の帰途にソビエト連邦に立ち寄って日ソ中立条約を締結した松岡洋右外務大臣が「日本の対中政策の全面承認」を主張したために交渉は難航した。さらに、1941年（昭和16年）7月28日に日本軍はフランスのヴィシー政権の承諾を得た上で南部仏印進駐を行ったが、8月1日にはアメリカ政府は石油禁輸措置等の日本に対する経済制裁を発動した。
その後、交渉は再開されて日本は近衛文麿内閣総理大臣とフランクリン・ルーズベルト大統領との日米首脳会談開催（場所：アラスカ準州・ジュノー）を要請したが、ハル国務長官の反対のために立ち消えとなった。
アメリカ政府は「全面協定案」（「ハル・ノート」の原型）と「暫定協定案」という2つの提案のいずれかを日本に提示する検討を進めており、後者は日米双方の譲歩を前提とする事態打開の方策を列記した内容であった。しかし、1941年（昭和16年）11月26日には「ハル・ノート」が、第3次近衛内閣の後継政権で東條英機首相率いる東條内閣の日本政府側に手渡されたことによって再び交渉は決裂し、同年日本時間12月8日（ハワイ現地時間：12月7日）には日本海軍によりハワイの真珠湾攻撃が行われて太平洋戦争が開戦した。

## 交渉経緯

### 交渉の開始
1940年（昭和15年）頃の日米関係は、援蒋ルートに対する日本側の北部仏印進駐、日独伊三国同盟の締結、汪兆銘政権の承認と、それらに対抗した米国側の対日経済制裁（航空機用ガソリンや屑鉄の禁輸など）により悪化の一途をたどっていた。重要資源のほとんどをアメリカに依存する日本にとっては対米関係の修復は急務であり、アメリカにとっては欧州戦争で苦境に立つイギリスを本格的に支援するため、太平洋方面で日本との対立を避ける必要があった。このような状況下で、両国の関係改善を模索するため日米交渉が始まることとなった。

### 民間外交から日米交渉の開始へ

#### 二人の聖職者の来日
日米交渉は民間外交を起点として、その後に正規の外交ルートに乗せられたという経緯を持つ。その発端は、1940年11月25日、アメリカからメリノール宣教会のジェームズ・E・ウォルシュ司教とジェームズ・ドラウト神父が来日したことであった。両師は元ブラジル大使沢田節蔵と、近衛文麿首相に近い産業組合中央金庫（現・農林中央金庫）理事井川忠雄に宛てた紹介状をそれぞれ持参しており、彼らの紹介で各方面の要人と面談した（その中には松岡洋右外相や武藤章陸軍省軍務局長ら日本の高官も含まれていた）。両師の目的は日米関係改善にあり、その背後にはフランクリン・ルーズベルト大統領の側近であるフランク・C・ウォーカー郵政長官がいた。
翌1941年（昭和16年）1月に帰国したウォルシュとドラウトは、23日、ハル国務長官、ウォーカー、ルーズベルトに経過を報告し、「日本提案」なる覚書を提出した。その内容は三国同盟の破棄、中国における停戦、極東モンロー主義の承認、米国との経済関係の回復というものであったが、これは正式な日本提案ではなく、両師が日本側の意見をまとめたに過ぎないものであった。このときのルーズベルトの態度は明らかではないが、ハルは懐疑的であり、反対にウォーカーは乗り気であった。ウォーカーとウォルシュ及びドラウトの構想は、日本に極東での支配的地位（中国における既成事実を含む）を保障することで日本政府内の穏健派を支持し、日本の政策を対独結合から対米協調へと転換させようとするものであったが、ハル（および国務省）は日本では穏健派が軍部を抑えることはありえないと判断しており、温度差があったのである。
ともかく、ルーズベルトとハルは、両師が私的に日本側と接触することを容認しつつ、政府としての行動は新任の野村吉三郎大使着任まで待つこととした（野村の着任は2月11日）。ルーズベルトもハルも日米会談の門戸を開いておくことに異存はなく、その背景にはアメリカのアドルフ・ヒトラーの脅威に対する世界戦略、すなわち大西洋第一主義（ドイツ打倒を優先）・対日戦回避があった。

#### 井川の渡米と原則的協定案
一方、帰米後のウォルシュ、ドラウトの日米国交調整工作は井川を介して、近衛首相、武藤軍務局長、松岡外相に伝えられていた。この工作は近衛と武藤の関心を引き、米国側の意向を瀬踏みするため、2月に井川が渡米した。さらに後続として武藤の部下である岩畔豪雄陸軍省軍務局軍事課長が転出し、3月に渡米することも内定した。武藤、岩畔の思惑は、アメリカを利用した支那事変の解決にあり、日本にもアメリカと「太平洋の平和」を取引する動機があったのである。
2月27日、井川はウォルシュ、ドラウトと再会し、両師からウォーカー郵政長官を紹介された。ウォーカーは日米関係が微妙な状況では民間人有志の外交が有効であると説くとともに、ルーズベルトとハルへの連絡役を買って出て「三者で協議を進めて日米国交を正常化する方法を決めてほしい」と井川を激励した。しかし、そもそも両師は井川の政治的立場を見誤っており（井川を近衛首相の非公式代表と捉えていたが、井川は近衛から米国側の意向を打診し、報告してほしいと依頼されたに過ぎなかった）、ウォーカーも井川を正式な権限を与えられている日本の全権代表と誤解してルーズベルトに報告するなど、日米交渉には当初からコミュニケーション・ギャップがつきまとっていた。
28日、井川は野村大使を訪問しこれまでの経過を報告した。野村からの照会を受けた松岡外相は、井川の動きを出過ぎたことで言語道断と非難しているが、井川はウォーカーとともに野村―ハル会談の実現に尽力し、野村からの信頼を得ることになる。
井川とドラウトは協定案の作成に着手し、3月13日にはウォーカーからハルに三国同盟からの日本の脱退、太平洋の平和の保障、中国の門戸開放、中国の政治的安定、軍事的・政治的侵略の不可、共産主義拡大阻止などの内容について作業中との覚書が提出された。ウォーカーは、日本政府が井川・ドラウトの協定案に同意しているかのように報告したが、その内容は日本政府の立場と相異なり、井川の独走と言えるものであった。
井川・ドラウトの協定案は17日に「原則的協定案」としてまとまり、ウォーカーからハルへ、また井川から日本の近衛首相へと送付された。
なお、国務省はウォーカーの報告を額面通り受け取ったわけではなかった。井川の背後勢力に疑問を持ち、ウォルシュとドラウトの対日工作にも批判的で、「日本の軍部とアメリカの双方を満足させる協定は作ることができない」としていた。

#### 岩畔豪雄の参加と日米諒解案
井川・ドラウトの協定案作成は彼らの独走という側面があったが、その局面を打開したのが岩畔豪雄の米国到着であった。
そもそも岩畔の米国派遣は、日米国交調整には支那事変に通じた人材が必要との野村大使の要請に陸軍が応えたものであるが、陸軍首脳がウォルシュ、ドラウトの工作について、岩畔に密命を与えていたかは不明である。しかし、アメリカ政府は、陸軍の有力者とされる岩畔の訪米を重要視し、何らかの密命を帯びていると判断した。さらに「岩畔の使命が失敗に終わったと断定されるまでは日本の軍部は新たな行動に出ない」と見なした。
3月20日、井川と合流した岩畔は、原則的協定案を修正したうえで、日米国交調整工作に取り組むことにした。そして、31日にウォルシュ、ドラウトとの会談に入った岩畔は、米国側の目的が日本の三国同盟脱退なら交渉に入る可能性はないとの立場をとった。これに対して両師からは、日本側の目的が日米共同で英独戦争を調停することならば交渉を峻拒するという申し出があり、双方でこれらを承認したという。
岩畔とドラウトは4月2日から5日にかけて協定案の手直しを行い（通訳は井川が務めた）、できあがった草案は野村大使とウォーカー郵政長官に届けられた。この過程で岩畔の主張がかなり盛り込まれ、内容的には岩畔案と言うべきものに変貌したが、同時に公的な性格も与えられることになった。ウォルシュ、ドラウト、岩畔、井川は、国務省から "John Doe Associates"（正体不明の連中）と呼ばれていたが、彼らの尽力が日米交渉の端緒を開く重要なきっかけとなった。
この草案は日米双方が修正を加えたうえで、4月9日に一応の完成を見た。これを受け取ったハル国務長官は3日間にわたって国務省極東部と検討したが、「提案の大部分は血気の日本帝国主義者が望むようなものばかりであった」とその内容に失望したという。しかし、ハルは「一部には全然承諾できない点もあるけれども、そのまま受け入れることのできる点、また修正も加えて同意できる点もある」という結論を下し、これを交渉の糸口にすることとした。
その後、草案は双方の若干の修正を経て、4月16日に「日米諒解案」として決着した。米国側が"Draft Understanding"としているようにあくまで試案であり、「なんらの拘束力もない」と断り書きがあった。ハルも諒解案は予備的かつ非公式に検討するもので、政府としてその内容に言質は与えないと明言していた。

##### 三国同盟問題と撤兵・駐兵問題―日米交渉の争点
岩畔によると、日米諒解案における日本の最大の希望は支那事変の解決であり、米国側の目的は日本の三国同盟からの離脱、もしくは同盟弱体化にあったという。

三国同盟問題については、岩畔は米国側との協議の過程で、ドラウトから「もし日本が三国同盟から脱退すれば、アメリカは日ソ戦が起きた場合に日本を援助する」という一文を明記するとの提案があったと回想している（もっとも、岩畔はそれを却下したが）。
米国側は、三国同盟に触れない代わりに自衛権を広義に解釈することを求めており、岩畔はこれを米国が自衛の名目で欧州戦争に介入する伏線ではないかと考えたという。
また、支那事変終決後の日本軍の駐兵問題については米国側が強い難色を示した。そのため、岩畔が米国も北清事変後の条約（北京議定書）に基づき中国に駐兵していることを指摘すると、米国側はなるべく早く撤兵するつもりであると逃げ、さらに岩畔が米国のパナマ駐兵を問いただすと、租借地への駐兵でパナマ領ではないと弁解し、では事変解決後に条約で租借地を作ってもよいのかと反問すると、それは困ると応じたというやり取りがあった。結局、日本軍の駐兵を案の中に明記することはできなかったが、諒解案には「近衛三原則（善隣友好・共同防共・経済提携）に基づき具体的和平条件を中国側に提示すべし」との文言があり、防共駐兵（共産主義に対する防衛のための日本軍駐兵）の余地を残したものになっている。なお、満州国承認問題については米国側から異議は出なかったとのことである。

#### 松岡外相の訪欧とスタインハート工作

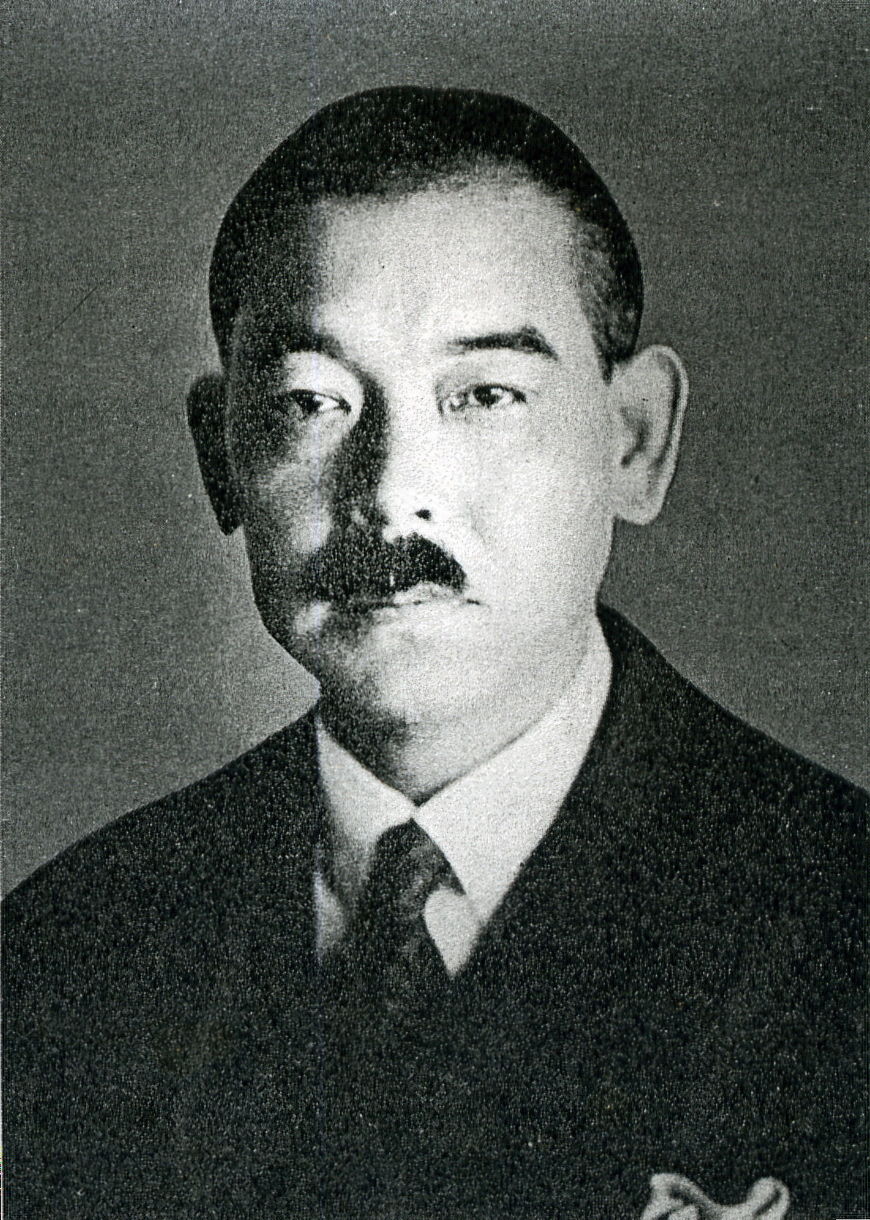
松岡洋右

他方、松岡外相は自らが進める四国協商（三国同盟＋ソ連）構想の実現、日ソ国交の調整などを目的に3月12日から4月22日にかけてソ連、同盟国のドイツ・イタリアを訪れていた。ただし、松岡は元来、日独伊ソの合従には否定的な立場をとっていたことが指摘されている。また、四国協商のような長期的な日ソ提携は軍の意向を汲んだ国内向けのものであり、松岡自身は短期的な提携を志向していたとの指摘もある。
なお、四国協商については、独ソ関係の険悪化、及び前年の独ソ交渉が不調に終わり、ヒトラーが対ソ攻撃を最終決断していたことから（バルバロッサ作戦命令）、実現の可能性は皆無であった（松岡もドイツ側との会談において、事務的に四国協商の提議を行ったにすぎず、本格的な協議には踏み込んでいない）。
ドイツは対ソ連攻撃の計画を日本に秘匿する一方、極東における日本の軍事行動を促すことで、自国の戦略的利益を図ろうとしていた。その一環として行われた松岡との会談では、日本によるシンガポール攻撃、すなわち対英参戦が強く要請された。ドイツ側はイギリスの敗北は時間の問題であり、日本の積極的な軍事行動がアメリカの参戦をも防ぐとの見解を執拗に主張したが、松岡はシンガポール攻撃への言質を与えることはなかった。
一方、ソ連との交渉は4月13日の日ソ中立条約調印で結実した。松岡は条約の効果について「これは蔣介石に強い衝撃をあたえ、日本の対蒋交渉を著しく容易にするであろう。さらにアメリカとイギリスにたいする日本の立場を著しく強化するであろう」と述べている。
アメリカは日ソ接近により、日本が北方における安全保障上の脅威を緩和し、南方への軍事的関心を強めることを警戒していた）。日本がドイツと呼応し、東南アジアへの軍事的進出を加速させる可能性が現実味を帯びる中、アメリカは日本との対話の重要性を改めて認識することとなった）。ハル国務長官が日米交渉を開始した背景には、この日ソ中立条約の影響があったとの指摘もある（条約締結の翌14日、ハルは野村大使に日米諒解案を正式に提案するように促している）。
その後、松岡は日独伊ソの連携を軸として、アメリカに蔣介石政権への援助停止を迫り、支那事変はあくまで日中間で解決するという方針を追求することになるが、これはアメリカの仲介によって支那事変を解決するという日米諒解案の構想とは相容れないものであった。
また、松岡は訪欧中に日米交渉の布石として、駐ソ米国大使スタインハートと会談し、ルーズベルト大統領への伝言を依頼していた（松岡がウォルシュ、ドラウトを通じた民間ルートを忌避し、正規の外交ルートを採用した背景には、民間人を通じた日中和平工作（銭永銘工作など）の失敗を踏まえたことが指摘されている）。往路と帰路に行われた二度の会談と松岡の「厳私信」の手紙の内容を摘記すると以下のようになる。
- 日本はシンガポールを含め、オランダ、英国、米国の領土を攻撃しない
- 日本は米国と開戦する意図はない
- 日米戦争は極東の共産化をもたらす
- 蔣介石が公正で正当な和平を受諾しないならば、大統領はアメリカの援助を打ち切ると告げるべきである
- ゴム、スズ、石油などで米国が南方諸国と貿易ができることを保証する
- 中国において米国の権益を侵しているような誤りがあれば日中戦争終結後賠償する
- 日本は三国同盟の義務を守る
- 日本は米国と戦争する義務を有していないが、米国がドイツに宣戦すれば事態は変わるかもしれない

松岡は東南アジアの安全の保証と中国の問題を取引しようとしたと考えられている。また、3月14日の野村大使とルーズベルトの最初の正式会談では、ルーズベルトが三国同盟への強い懸念を表明していたが、松岡は三国同盟に基づく対米参戦を示唆して、米国を牽制した。これらの内容はスタインハートからハルに報告されたが、ハルもルーズベルトもさしたる関心を示すことはなく、松岡の対米工作は空振りに終わることになる。

#### ハル四原則
国務省では、日米諒解案は後退と受け止められていたため、諒解案とは別にアメリカの国際政策原則を明確にする方針をとった。これがいわゆるハル四原則である。
4月16日、ハル国務長官は野村大使と会談し、四原則を示した。
四原則の核心は軍事行動の否定であり、日中戦争から北部仏印進駐までの日本の軍事的政策の放棄を内包するものであった（ただし、満州国については影響せず、将来の問題について適用される旨をハルは野村に説明している）。また、3.は自由貿易の推進であり（ハルは自由貿易論者であった）、日米交渉においてハルは中国への適用を要求するとともに、日本が軍事力で中国における米国の既得権益を侵害し、自由な経済活動を制限していると非難することになる。これは通商無差別問題として交渉の争点の一つとなった。
ハルは野村に対して、四原則の受け入れを前提に「日本政府がこれ（諒解案）を承認してわが方に提案すれば、われわれの交渉開始の基礎ができることになろう」と述べた。野村は3.については前提条件とせず、今後の会談で討議してもよいのではないかと示唆したが、ハルはこれを受け付けなかった。
しかし、野村はこの四原則を添付せずに日米諒解案を日本政府に送った（後日、野村は話が進まないことを恐れて「これを押さえた」（5月8日野村電）と説明したが、結果的に米国の真意を歪めたことになった）。

#### 日米諒解案
日米諒解案の要約は以下の7項目からなる。

#### 「米国案」としての受け取り
4月18日、日米諒解案に関する電報が日本に届いた。この時点で重大な誤解が生じ、近衛首相は諒解案を「米国からの提案」と認識した 。その誤解は交渉の最後まで続き、日本側の対応にも大きな影響を与えることとなる。
諒解案には東條英機陸相も武藤軍務局長も、岡敬純海軍省軍務局長も「大へんなハシャギ方の歓びであった」という。大本営政府連絡懇談会においても「主義上賛成」の電報を打とうとなったが、この動きは抑えられ、返事は松岡外相の帰国を待ってからとなった。なお、『近衛手記』によれば、「この米国案を受諾することは支那事変処理の最捷径である」などの意見から「大体受諾すべしとの論に傾いた」が、その一方でドイツとの信義を強調する意見があったとのことである。
東條や武藤は、諒解案を泥沼化した支那事変解決の機会ととらえて乗り気となり、陸軍省としては「ともかく交渉開始に同意」と決定した。また陸軍参謀本部においても、「三国同盟の精神に背馳せざる限度に於いて対米国交調整に任ずべき大体の方向」で意見が一致し、最終的にはこの線に沿って陸海軍間の合意がなった。
ただし、中国からの撤兵問題については、交渉に前向きな軍務局でさえ撤兵に反対の立場であり、日本人の経済活動保護の観点から駐兵は必要と考えていたことは、交渉の前途に影を落とすことになった。中国における日本の占領地経営の実体は、「進出した日本の大企業、中小資本を問わず、小売商人、大小の国策企業の職員の生活にいたるまで、日本の経済体制は占領地支配と密着しており、しかもそのすべては、日本軍駐屯という厳然たる事実によってはじめて可能な状態にあった」のであり、このことが撤兵問題を困難なものにしたのであった。

#### 松岡外相の反対
4月22日に帰国した松岡外相は、日米諒解案がスタインハート工作の返事ではなく、自分のまったく関知しないルートの話であったことを知り、不機嫌になった。その夜の連絡懇談会では、2週間か1、2か月ほど考えさせてほしいと述べ、諒解案を取り合おうとはしなかった。『近衛手記』によると、松岡は、米国が第一次世界大戦中に石井・ランシング協定を結んで後顧の憂いを除いておきながら、戦後にこれを破棄した先例を挙げて、本提案は米国の悪意七分善意三分と解すると論じたという。この松岡の対米認識について、松岡が恐れたのは第一次大戦の再現であり、米国が参戦して独伊が敗北すれば、たとえ日米妥協が成立していても米国に手のひらを返される可能性があったとの指摘がある。
その後、松岡は日米諒解案を「陸海軍案ヨリ更ニ強硬」（『機密戦争日誌』（5月3日付））な内容へと大幅に修正し、5月3日の連絡懇談会に提示した。
また、松岡は連絡懇談会で次の三原則を提議した。
三原則は、アメリカが蔣介石に圧力をかけて日中戦争解決に貢献すること、アメリカが三国同盟を承認すること、ドイツへの信義と協調を意味するため、これはアメリカの方針―中国からの日本軍撤兵、三国同盟の骨抜き、欧州戦争における英国援助と、真っ向から対立するものであった。松岡の狙いは、さらに強気に出てアメリカの欧州戦争参戦を阻止することにあり、「独が起った場合には同盟条約によれば日本も当然起つのを正論なりと思う。しかし外交からいえばそうも行かぬ。米を参戦せしめず、また米をして支那から手を引かせる、というのが今度自分がやろうとする考えである」（5月8日連絡懇談会）とした。
同日、松岡は、野村大使にハル国務長官宛のオーラルステートメント（口頭文書）を打電しているが、その内容は松岡の強気の交渉姿勢を示すものであった。
- ドイツ・イタリアは会談によって和平しない
- ソ連と枢軸国の関係は良好
- 米国の参戦は戦争を長期化する
- 日本は三国同盟にもとづく

5月7日、野村はハルと会談し、松岡のオーラルステートメントを読み上げたが、多くの間違いがあると断りを入れるほどであった（野村はハルの同意を得てオーラルステートメントの手交を取りやめている）。ハルは、ヒトラーの制覇が七つの海に及ぶことを忍ぶことはできない、米国の権益擁護のために10年でも20年でも抵抗する決心であると野村に語った。また、野村は松岡の指示により日米中立条約を提議したが、ハルは「それは4月9日の文書に含まれた提案とは全然異なった事柄である」と一蹴した。
なお、野村によれば、ハルは日米交渉の開始について力を込めて督促したとのことである。

#### アメリカによる日本外交電の傍受解読

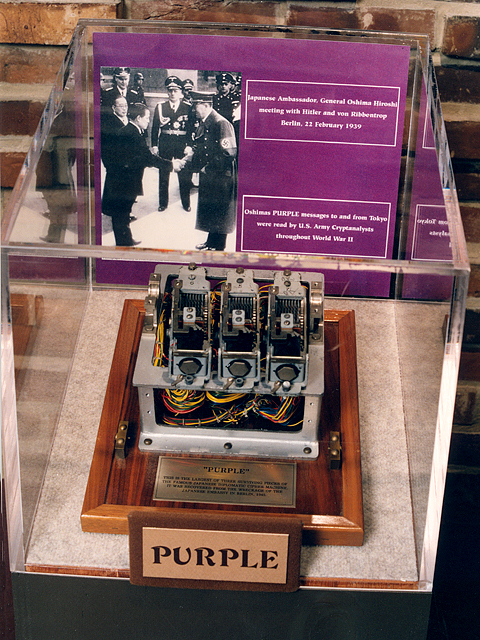
パープル暗号機の部品（アメリカ国立暗号博物館）

ハルはこの時の野村とのやり取りについて、松岡の電報の内容をすでに知っていたと回想しており、そのことを野村に悟られないように注意していたという。事実、アメリカ側は1940年9月にはパープル暗号（外務省が使用していた暗号）で組まれた外交電の解読に成功しており、日米交渉においては日本側の外交電のほとんどを解読していた（ただし、日本が暗号戦に完敗していたというのは俗説で、森山優の研究によれば「日本がアメリカ国務省の暗号を最高強度に至るまで解読していたことは確実」「解読の規模に関しても、駐日、在中の主要な国務省電報のほとんどを解読していたと考えても差し支えない」という）。

#### 松岡修正案
5月12日、野村大使は、松岡外相による日米諒解案に対する修正案をハルに提示した。この修正案は日本の公式提案となっており、ハルは「日米交渉の基礎はこの5月12日におかれた」としている。
松岡修正案のおもな変更点は以下の通りである。
- 三国同盟の軍事義務について、諒解案での「積極的に攻撃された時のみ」という文言を削除。諒解案では、米国の対独参戦は自衛である（積極的な攻撃ではない）ため、日本に参戦義務はないとの趣旨が含意されていた。しかし、松岡案では日本の参戦義務はあくまで三国同盟の規定に沿う、つまり、米国がドイツを攻撃すれば発動という趣旨が強調される形となった。
- 支那事変について「日米両国の容認した条件での和平の勧告をする」という条項のすべてを削除。松岡案では近衛三原則や日満華共同宣言にのっとり、アメリカが和平を勧告するという一方的な内容に変更された。
- 日本の南方進出について「武力に訴える事なく」の文言を削除。松岡案では、万一の場合の武力南進に含みを持たせた。
- ハワイでの首脳会談を削除（ただし、必要があれば首脳会談を考慮するとしている）。

要するに、アメリカの参戦を阻止すること、支那事変は汪兆銘政権と結んでいた日華基本条約（陸軍の要求する共同防共のための日本軍の華北・内蒙古への駐兵、治安維持のための駐兵などが定められていた）に基づく日中間の直接交渉によって解決することを主眼にした提案であった。

#### 6月21日米国案
6月21日（日本時間6月22日）、アメリカ側から松岡修正案に対して正式な回答が出された（本文には “Unofficial, Exploratory and without Commitment（非公式、予備的段階にして拘束力なし）” の但し書きがあり、アメリカ政府の公式提案とは呼べないものであるとしていた）。以後、ハル・ノート提示までアメリカはこの提案に固執することとなる。 
- アメリカの欧州戦争参戦は自衛のためであり、日本は三国条約を欧州戦争に適用しない[107][110]。
- 中国問題については和平の基本条件（善隣友好、無併合、無賠償、無差別待遇の原則による経済協力、日中間協定による速やかな撤兵、防共駐兵については今後の検討課題とすることなど）を前提として、大統領が蔣介石政権に日本と交渉するようサジェストする[110]。
- 満州国に関する友誼的交渉[110]。
- 太平洋地域における日米両国の活動は平和的手段および国際通商上の無差別待遇の原則により行われ、必要資源を得られるよう協力する[110]。ハル四原則を踏まえ、日本の武力による南方進出を禁止する内容であった[111]。
- 新通商条約では必要物資の相互供給は保障、ただし自国の安全と自衛のためには制限が認められる[110]。

また、中国問題については、日本の要求した蔣介石への援助停止、南京政府と重慶政府の合流などには触れられず、さらに付属のオーラル・ステートメントでは、日本政府の三国同盟堅持声明や華北・内蒙古における軍隊駐屯を非難しており、全体としてはハル・ノートに通じる厳しい内容であった。
外務省顧問の斎藤良衛は米国案の内容を、満州の中国への復帰、治安駐兵および防共駐兵の否認、通商無差別待遇の原則の適用による「新秩序」建設の否定、南京政府の取り消しを示唆、間接的表現ながら三国同盟からの脱退を要求などと解釈し、日本の提案をことごとく否定しているものとした。5月12日松岡修正案、6月21日米国案によって日米諒解案は松岡とハルの双方から否定されたうえ、両案の懸隔に松岡も「外交をやれといっても、米との工作はこれ以上続かぬと思う」と述べたという。
なお、野村大使がこの案を受け取った9時間後の6月22日、独ソ開戦のニュースがあった。独ソ戦は、松岡外相の日独伊ソ四国協商構想の崩壊を意味し（もっとも松岡訪欧以前に独ソ間の外交交渉は決裂しており、四国協商は幻想であった）、またアメリカにとっては対日妥協から強硬路線へ舵を切るきっかけとなった。この6月21日米国案と独ソ開戦の関係については、アメリカは独ソ開戦について確度の高い情報を掴んでおり、日本の情勢が不利になるタイミングを見計らってこの案を出してきたとの見方もある。

#### ハルのオーラルステートメントと松岡外相の更迭
6月21日米国案のハル国務長官のオーラルステートメントには、不幸にして日本の指導者の中にドイツ支持者がいると指摘し、名指しこそしていないものの、松岡外相がいる限り交渉はまとまらないことを意味するくだりがあった。これを内閣改造を要求するものと受取った松岡は激怒し、オーラル・ステートメントを取り次いだ野村大使をも批判した 。
日本政府と軍部は独ソ戦への対応に追われたため、連絡懇談会で6月21日米国案の検討に着手したの7月10日のことであった。松岡は斎藤顧問を出席させ、「相呼応してほとんど全面的な日米交渉反対論」を展開したという。
松岡は米国の狙いを、
- 三国同盟を冷却させること
- 南京政府を抹殺し、日本に重慶政権が正当な中国政府であることを認めさせること
- 蔣介石への和平勧告及び日中和平交渉は、その基本条件を日本政府から米国政府へ提議させ、米国政府がこれを是認するという建前を誇示すること

と結論づけ、そのうえで、オーラルステートメントの受理を峻拒すること、交渉を続けるなら5月の松岡修正案を堅持しつつ少許の米国案字句を取り入れるほかないが、これでは日米交渉の妥結の見込みはないこと、また交渉打ち切りの場合は時期および方法を慎重に考慮する必要があることを述べた。
7月12日の連絡懇談会においても、松岡は「吾輩はステートメントを拒否することと、対米交渉はこれ以上継続できぬことをここに提議する」と述べた。杉山元参謀総長は米国に断絶のような口吻をもらすのは適当ではない、交渉の余地を残してはどうかと松岡に意見したが、松岡はアメリカ人の性格から弱く出るとつけあがるから、この際強く出るべきだとはねつけた。
しかし、陸海軍は少なくとも仏印進駐終了までは対米交渉を引き伸ばすこととし、
- 日本は欧州戦争拡大の場合、三国条約上の義務および自国の安全防衛のため独自の立場をとること
- 日中和平の基本条件は近衛三原則を基準とし、アメリカは休戦及び和平交渉の勧告をするが、和平条件への介入は許されないこと
- 日本の南方武力行使が掣肘されないこと

の3点を明確にするよう求めた。
もっとも、この3点は6月21日米国案で削除された項目であり、これらを復活させて交渉の余地を残すというのは互譲の精神に欠けたものであった。松岡は「何か余地がありますか、（ほかに）何を（譲歩に）入れますか」「南方に兵力を使用せぬというならば（米も）聞くだろうが、ほかのことで何か（譲歩が）あるか」「交渉を続けるならば（米から）蹴って蹴って蹴りのめされてから、はじめて交渉をやめるようになるだろう」と反発したが、会議の結論は、オーラルステートメントは拒否するが、交渉は松岡修正案を再修正して続行することに決まった。
日本の対案作成は連絡懇談会終了後から始まったが、陸海軍からの督促を松岡がサボタージュしたため、対案が完成したのは7月14日となった。しかも松岡は「まずオーラルステートメント拒否の訓電を発し、しかる後2、3日経ってから、日本の対案を発電すべき」と主張し、それではアメリカ側の悪感情を招き交渉が決裂する恐れがある、少なくとも拒否の訓電と日本の対案は同時に発電すべきとする近衛首相や陸海軍と対立した。
7月14日深夜、松岡は自説を固持してオーラルステートメントの撤回要求のみを打電させたが、翌15日の朝には近衛の意を受けた寺崎太郎アメリカ局長が、松岡に無断で日本案を追いかけて打電するなど事態は紛糾した。事ここに至り、関係閣僚は松岡では重大な外交問題は処理できないとの結論で一致し、16日、近衛は松岡を罷免させるため内閣を総辞職した。
7月17日、日本の要求に対してハルは簡単にオーラルステートメントを撤回した。しかし、この日の第3次近衛内閣発足で外相には英米派の豊田貞次郎海軍大将が登用されたため、ハルの要求が結果として通った形となった。近衛は豊田の外相起用を「日米交渉を何とかして成立せしめんとする余の熱意の表れ」としている。

### 対日経済制裁

#### 日蘭会商
アメリカは日米通商航海条約失効後、対日禁輸を強化しており、そのため日本は南方地域に物資を求めるようになった。1940年9月からは蘭印と、10月からは仏印とそれぞれ経済交渉を開始しており、特に蘭印との石油交渉は「対米石油依存からの完全脱却」を図るものであった（日本の当初の希望量は石油100万トンであったが、増量の要求を重ねた結果、希望量は380万トンまで膨れ上がっていた）。日本は、日蘭会商で蘭印と石油200万トンの供給量で合意した（この量は当初の希望量の2倍、最終希望量の53％に当たる）。しかし、内訳は航空ガソリン用の原油は皆無、揮発油も少量で、契約期間は6ヶ月と限られるなど日本側には不満の残るものであった。その背景には、日本の軍事力拡大を警戒するアメリカとイギリスのオランダへの働きかけがあり、戦略物資である高品質の石油を売らないこと、さらには契約の量と期間を制限することを要請していた。
日本と蘭印の関係は三国同盟成立を機に悪化の一途を辿っており、石油以外の必要物資の交渉も難航、1941年6月17日、芳澤謙吉団長は蘭印側へ交渉の打ち切りを通告した。なお、仏印との経済交渉は、日本の要求がほぼ通った形となったが、物資不足の解消につながるものではなかった。

#### 情勢の推移に伴ふ帝国国策要綱
仏印南部に兵力を進駐させる案は5月ごろから検討されていたが、仏印の冷淡な対日態度、蘭印との経済交渉の行き詰まり、独ソ開戦必至の報（6月6日大島電）などの要素から陸海軍で南部仏印進駐論が台頭する。その目的は、蘭印への牽制、仏印の政治的確保、南部仏印物資の獲得、タイへの牽制、米英が先行して南部仏印を確保することを予防、対日包囲陣の分断、空軍基地の確保にあった。換言すると、仏印を掌握し、蘭印に圧力をかけて石油等の資源入手を促進すること、及び英領マレー・シンガポール攻略に不可欠な軍事的要衝を抑えるということであった。
松岡外相は南進すれば英米を刺激するとして執拗に反対を続けていたが、6月25日、松岡の反対を抑える形で南部仏印進駐を定めた「南方施策促進に関する件」が決定された。さらに7月2日には、独ソ戦についても「密かに対ソ武力的準備を整え自主的に対処す」と定めた「情勢ノ推移ニ伴フ帝国国策要綱」が御前会議で決定された。
なお、「情勢ノ推移ニ伴フ帝国国策要綱」には、「南方施策促進に関する件」の「目的達成の為、対英米戦を辞せず」との文言があるが、これは対英米戦の決心がない限り、仏印進駐のための交渉には応じられないとする松岡を納得させるための作文に過ぎなかった。

#### 日本の南部仏印進駐

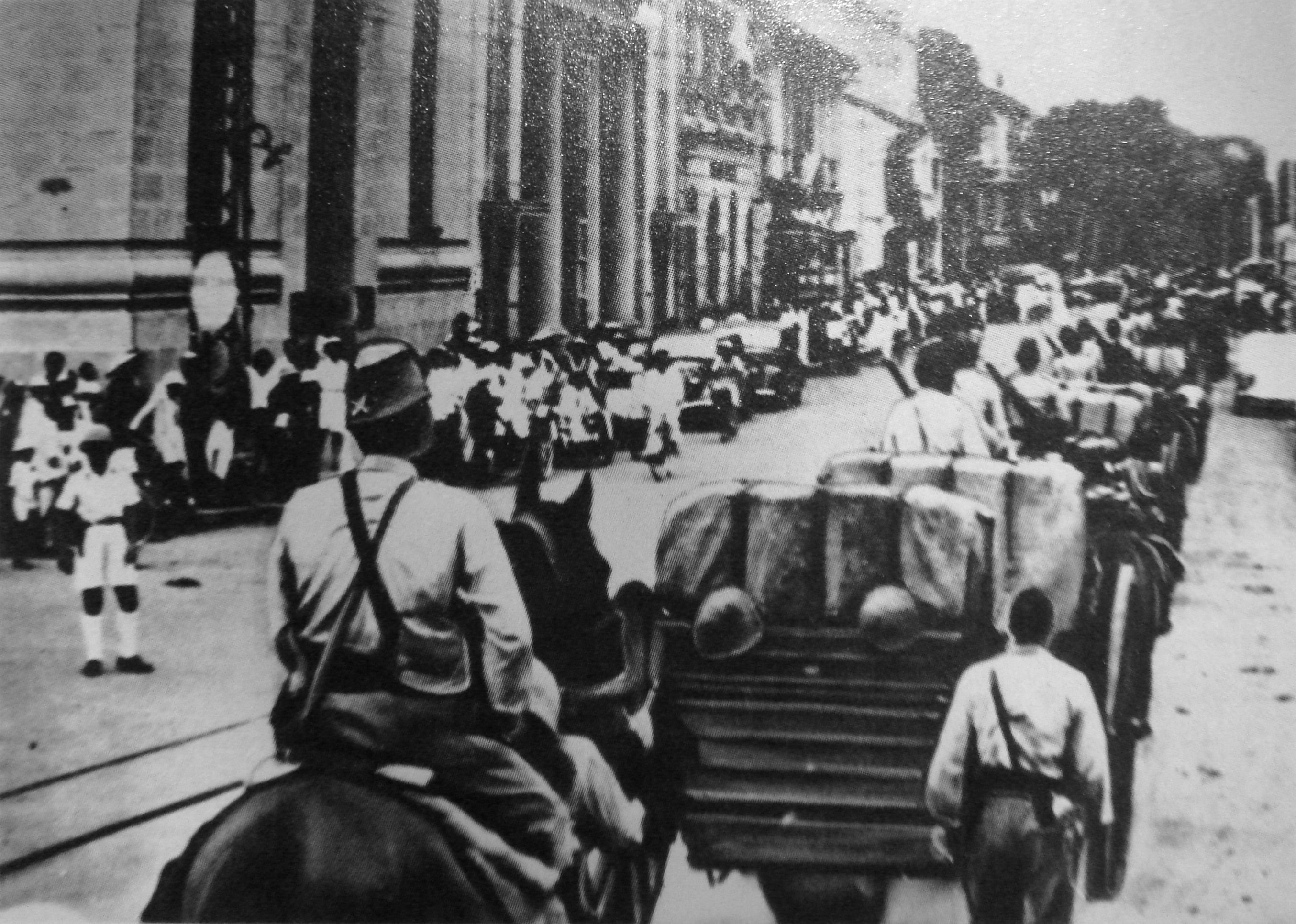
日本軍のサイゴン入城

7月19日、豊田外相はヴィシー政府に南部仏印進駐に関する最後的な通牒を送り、22日に話し合いが成立、25日には日本軍は海南島三亜を出港し、28日から南部仏印への上陸を開始した。
日本の南部仏印進駐の措置について、アメリカはマジック情報などにより事前に把握しており、23日、サムナー・ウェルズ国務次官は日米交渉の中止を野村大使に告げた。さらにアメリカ側は24日の新聞発表で、「日本政府のインドシナで続行中である行動は、力による膨張あるいは力の脅迫という目的を追求することを日本が決意した明白な徴候をしめすものであり、…日本の行動はこの近接地域の征服のためこの地に基地をうる目的をもつものと米国政府としては結論する」「我が政府と国民は、かかる進展を我が国の安全保障に重大なる問題を及ぼすものと深く認識する」などの声明を出した。アメリカは、日本軍の中国駐兵については安全保障に関する問題と見なしていなかったが、日本軍の南部仏印進駐については、これを東南アジア侵攻への最初の一歩と見なしたのであった。

#### アメリカの対日経済制裁と仏印中立化の大統領提案
ルーズベルト大統領は、対抗措置としてフィリピン防衛の強化および対日資産凍結をとることにした。ただし、ハル国務長官や米海軍が、強硬な経済制裁は日本の蘭印侵攻、ひいては日米衝突を招くと反対していたこともあり、ルーズベルトは資産凍結が全面禁輸をもたらさないことを確約していたという。
7月24日朝、ルーズベルトは対日石油供給の問題について次のように言及した。
24日午後の閣議でルーズベルトは在米日本資産の凍結を決定した。その後、野村大使を引見したルーズベルトは、日本への石油の禁輸を強く主張する世論を説得してきたが、いまやその論拠は失われつつある、日本が石油獲得のためオランダ、イギリスと戦争をすればアメリカは援英政策をとっているため事態は重大となると述べた。そのうえで、もし日本軍が仏印から撤兵すれば、中国、イギリス、オランダ、アメリカの各政府はその中立を保障すると仏印の中立化を提案した（ルーズベルトは各国が自由公平に仏印の物資を入手する方法があれば尽力するとも述べている）。
7月26日、アメリカは在米日本資産の凍結を実施した（イギリス、蘭印もこれに続き、日蘭民間石油協定は停止された）。
7月27日、本国から大統領提案の通報を受けたジョセフ・グルー駐日アメリカ大使は「これは日本が自称する困難と、これまた日本が自称する自国の安全をおびやかすABCD国家の包囲的手段とからぬけ出す、理屈にあった方法を、日本に提供している」と考え、豊田外相と会談し大統領提案の受け入れを要請した。グルーは日本がこの提案を受諾するか否かが太平洋の平和を決定するとして懸命に説得を行ったが、豊田はあまりに重大な提案なので即答できないなどと消極的反応を示した。なお、グルーが日本の現在の政策はドイツの圧力によって行われていると米国民一般に信じられていることを指摘すると、豊田はドイツは日本の政策決定には無関係だと強く否定したという。

#### 石油の全面禁輸
8月1日、アメリカは対日貿易制限の具体的内容を発表し、「米国の国防の許す範囲内で、日本が35～36年度に購入したと同量までの低質ガソリン、原油および潤滑油については輸出許可証および凍結資金解除証を発行。その他の通商は、原棉と食糧を除いて、全面的に不許可」とした。しかし、その後、対日石油輸出や石油取引支払いのための凍結資金の解除は実際には許可されず、アメリカは石油の全面禁輸に踏み切ることになった（そもそもアメリカは全面禁輸令など出していないことには注意を要する）。
石油の輸出管理システムが構築されていたにもかかわらずなぜ全面禁輸になったのか。これには世論の圧力を原因とする説、対日強硬派の官僚たちの不作為により管理システムが機能しなかったという説（ルーズベルトやハルは9月まで石油の禁輸を知らなかったとされる）、ディーン・アチソン国務次官補が独断で資金の凍結を解除しなかったという説、日本の「南進」「北進」を抑止するためのルーズベルトの確たる意志とする説、あるいはヘンリー・モーゲンソー財務長官の影響を指摘する説などがあり、議論が続いている。アメリカが全面禁輸を発動した理由は現在も謎である。ロナルド・リンゼイ駐米英国大使は「ルーズベルト大統領は戦争を避けるため、経済封鎖に固執していた」と述べている。
日本の政府と統帥部の大多数は南部仏印進駐の決心にあたり、「仏印・タイの範囲までならば、英・米両国とも立ちえない、したがってアメリカは直ちに戦争を意味する全面禁輸を強行する意図はないだろう、というさして根拠のない先入観」にとらわれていた（参照: 仏印進駐#石油禁輸の予測）。たとえば佐藤賢了陸軍省軍務局軍務課長は、日本軍はすでに北部仏印に進駐しており、それが南部に進むだけである、進駐はヴィシー政府との協定に基づいており、そこはアメリカの領土でも植民地でもない、などの理由から日米戦争にはならないと判断していたと述べている。予測外の強硬な制裁は政府・統帥部に大きな衝撃を与えた（参照: 仏印進駐#南部仏印進駐の日米関係への影響）。この日米のギャップは「国際政治にありがちな錯誤と相互不信の累積による悪循環として片付けるには、あまりにも深刻な食い違いであった」。
当時、日本は石油の自給率が1割に満たない上、石油総輸入量の約85％をアメリカに依存しており、石油の備蓄量は平時で2年分、戦時で1年半分であった。このため、「日本としては、資産凍結の解除などを求めるために南進政策を放棄するか、石油をはじめとする物資を求めて東南アジアへの武力進出をはかる」かの二つに一つを迫られることになった。
日本では軍部を中心に、石油がなくなる前に産油地帯の蘭印を攻略するという選択肢が台頭するが、当然の如く、「東南アジアへの武力進出は英米との戦争を意味した」。結果的に、日本の南部仏印進駐とアメリカの対日全面禁輸は、太平洋戦争への岐路となった。

#### 大統領提案への回答
8月6日、仏印中立化の提案に対する日本の回答が野村大使からハル国務長官に提示された。
- （日本政府の確約事項）日本は仏印以上に進駐しない、日中戦争解決後仏印から撤兵、フィリピンの中立を保障、東亜における米国の必要資源獲得に協力
- （米国政府の確約事項）米国は南西太平洋の軍備拡大中止、日本の蘭印資源獲得に協力、日米通商関係の復活、日中交渉の橋渡しと撤兵後の日本の仏印における特殊地位の承認

仏印以上に進駐しないというのは日本としては譲歩ではあるが、南部仏印に駐留したままでは説得力にかけるうえ、仏印中立化どころか日本に特権的な地位を求めるなどあまりに虫のいい提案であった。この提案にハルは悲観的な見通しを示し、日本の行動に深く失望したことを表明したうえで、日本が征服の政策を捨てない限り、話し合いの余地はないと取り合わなかった。米国の回答は8日にハルから示されたが、これは日本の提案は大統領提案への回答としては不充分であると厳しく指摘するものであった。

### 日本からの首脳会談提案

#### 近衛首相の決意
8月4日、近衛首相は日米首脳会談の決意を東條陸相、及川古志郎海相に告げた。及川は全面的賛成を表明し、東條は会談がまとまらなかった場合にも内閣を放り出さないこと、対米戦の決意をもって臨むことを条件に賛同した。近衛の狙いは、昭和天皇から全権を授かり、ルーズベルト大統領と直談判し、軍部を飛び越えて天皇の裁可を仰ぐことで事態を収拾することだったとされる 。
8月7日、近衛は昭和天皇から首脳会談を速やかに取り運ぶようとの督促を受け、野村大使に宛て「（日米国交の）危険なる状態を打破する唯一の途は此の際日米責任者直接会見し互いに真意を披露し以て時局救済の可能性を検討するにありと信ず」として、ルーズベルトとの首脳会談を提案するよう訓電した。首脳会談の申し入れは野村からハル国務長官に行われたが（ルーズベルトはウィンストン・チャーチル英首相との大西洋会談に出かけていたため不在）、ハルの返事は曖昧であった。
8月17日、大西洋会談から戻ったルーズベルトは野村に対日警告を読み上げた。
その一方で、ルーズベルトは首脳会談の提案には好意的で、ホノルルに行くのは無理だが、ジュノーではどうかと返事をした。
8月26日、大本営政府連絡会議の可決を経て、近衛は「先ず両首脳直接会見して必ずしも従来の事務的商議に拘泥することなく大所高所より日米両国間に存在する太平洋全般に亙る重要問題を討議し、時局救済の可能性ありや否やを検討することが喫緊の必要事にして細目の如きは首脳会談後必要に応じ主務当局に交渉せしめて可なり」との「近衛メッセージ」を発出した。28日に野村から「近衛メッセージ」を手交されたルーズベルトはこれを大いに賞賛し、3日ほど会談しようと述べた。しかし、同夜に行われた野村とハルの会談において、ハルは首脳会談で話がまとまらなければ真に憂慮する結果を来すとして、あらかじめ大体の話をまとめてから首脳会談で最終的に決定する形式にしたいとの意向を示した。

#### 9月6日付日本案
9月3日（米時間）、アメリカ側は覚書を手交し、首脳会談には原則的に賛成だが、協定の根本問題について予備会談を設けること、ハル四原則および6月21日米国案により討議を行うべきことを主張した。時を同じくして、日本側では新たな対米提案を検討しており（外務省案「日米交渉に関する件」）、9月3日（日本時間）の連絡会議でこれを採択していた。「日米交渉に関する件」は翌4日に豊田外相からグルー駐日大使に、6日（米時間）には野村大使からハル国務長官に対米新提案をして手交された（日付をとって9月6日付日本案と呼ばれた）。
9月6日付日本案の日本側約諾事項の要点は以下の通りである。
- 仏印を基地として武力進出しない、北方（ソ連）に対しても正当な理由なしに軍事行動に訴えない
- 米国が欧州戦争に参戦した場合の三国同盟の解釈は、日本が自主的に決定する
- 日本は日支間の全面的正常関係の回復に努め、それが実現した後は日支間協定に従いできる限り速やかに撤兵する用意あり[注釈 18]
- 支那における米国の経済的活動は公正な基礎において行われる限り、これを制限しない
- 南西大西洋における日本の活動は平和的かつ通商上の無差別待遇の原則に従って行い、米国が必要とする資源の生産獲得に協力する
- 日米間の正常な通商関係を回復させるために必要な措置を講ずる、これに関し日米相互に合意することを条件に凍結令をただちに撤廃する

豊田は野村への説明で、今回の新提案は「（米側の主張する）『予備的討議』に対する我方回答とも結果的には相成る次第」「米の希望にミートし得る最大限を示すもの」と自信を見せ、日本側としては原則として両首脳の会談における政治的解決を待つ意向であるとした。
6日の会談で野村はハルに、米国側が高度の「ステーツマンシップ」を発揮して首脳会談の速やかな実現のため協力することを要望したが、10日の会談でハルは、日本の新提案は「今迄の話合いの点を非常に『ナロウダウン』し居る様」と不満を示した。ハルは撤兵における「日支間協定」の内容や経済活動における「公正な基礎」あるいは「“南西”太平洋」といった文言に疑問を呈しており、曖昧な表現で交渉を切り抜けようとした外務省の目論見は外れたのであった。

#### 首脳会談の挫折
9月27日、日本側はドイツとの関係に誤解を生じる犠牲を払っても日米首脳会議を行いたいと打電し、輸送の船舶と随員も決定済みで、時期は10月10日または10月15日が好都合と提案した。しかし、10月2日のハル国務長官より手交された回答は原則論を崩さないもので、日米両政府があらかじめ了解に達していない以上、首脳会談は危険であるとして実質的に拒否した。これを受け野村は日本政府はさぞかし失望するであろうと述べて引き取り、「日米交渉は遂にデッド・ロックとなりたる観あるも打開の道は必ずしも絶無でもなかろう」と状況報告せざるを得なかった。
日米首脳会談については、陸軍の主戦派ですら、近衛首相は一方的に譲歩してでも日米妥結を図ると見ており、対米屈服の第一歩と捉えられていた（主戦派の一人、佐藤賢了軍務課長は「アメリカも間抜けだわい、無条件に会えば万事彼らの都合通りいくのに」と語っていた）。豊田外相は「行けば必ずやりとげる積りで（中国からの）撤兵の件も何も出先で決めて御裁可を仰ぐ覚悟であった」と回想しており、海軍省の岡軍務局長も「近衛がルーズベルトに会ってしまえばその場で始末をつけるだろうから、ともかく行けばなんとかなるだろう」との考えであった。
アメリカ側では、近衛首相や豊田から首脳会談開催への尽力を依頼されたグルー駐日大使が、日米の危機を回避できる機会だとして、ハルおよび国務省に具申を重ねていた。しかし、グルーの進言はほぼ相手にされず、影響力を持ったのは国務省政治顧問スタンレー・ホーンベックの進言であった。ホーンベックは首脳会談に強く反対しており、「たとえ会談が開かれたとしても、近衛公はなにもできないか、まったくぼんやりしたコミットメントしかできないであろう」と見ていた。ホーンベックの対日認識は、日本は4年にわたる支那事変で消耗している、日本のリーダーたちは仲間争いをして不安定であることを理由に「日本に関しては危険はない」というものであった。そして、日本に対して経済的、軍事的な圧力を加える力の外交を続ければ「時をかせぐ最良の機会となり、太平洋の領域に交戦状態を拡散させることを防ぐ最良の可能性を持っており、それは結局三国同盟の崩壊を期待できる」「短期的にも長期的にも戦争への可能性は減るであろう」との持論を展開していた。
ハルもまた首脳会談は第二のミュンヘン会談になるとして反対の立場であり、当初は乗り気を見せたルーズベルト大統領もハルの助言を取り入れたという 。

### 帝国国策遂行要領

#### 帝国国策遂行方針
この間、日本の国策は対米開戦へと大きく傾斜していた。8月16日、海軍側から陸軍側へ「帝国国策遂行方針」と呼ばれる新たな国策案が提示された。その骨子は「戦争を決意することなく戦争準備を進め、この間外交を行い、外交打開の途なきに於いては実力を発動」するというもので、海軍の狙いは臨戦態勢を整えることにあった。
しかし、ここで海軍と陸軍の開戦プロセスの違いが表面化する。海軍の戦争準備は、おもに艦隊の編成を戦時編成に切り替えることであり、「戦争決意」がなくとも柔軟に対応できた。それに対し陸軍の戦争準備は、内地で大量の兵士を動員して、大陸へ海上輸送することであり、「戦争決意」なしに本格的な戦争準備はできないというのが陸軍側の論理であった。こうして陸軍側（おもに参謀本部）は「戦争決意」を明記した修正案（「帝国国策遂行要領」と呼ばれるようになる）を提示し、海軍側との折衝を重ねることとなる。海軍側は戦争決意に強硬に反対していたが、結局、「戦争を辞せざる決意」との文言で妥協が成立し、戦争決意の時期は10月上旬となった（8月30日成立の「帝国国策遂行要領」陸海軍案の案文は「対英米戦争を辞せざる決意の下に、概ね十月下旬を目途とし戦争準備を完整す」「外交交渉により十月上旬に至るも尚我が要求を貫徹し得ざる場合に於ては、直ちに対米開戦を決意す」）。
要は「『戦争準備だけは完成して開戦・避戦は最後の瞬間に決定すればよい』と考える海軍と、『開戦決意を明定しなければ戦争準備が進められない』との立場に立つ陸軍が、机上で作文した」のが実態であったが、のちの日本の国策を著しく制限することになった。

#### 帝国国策遂行要領の決定
9月3日、「帝国国策遂行要領」の陸海軍案が大本営政府連絡会議に提出された。しかし、及川海相が案文に異議を唱えたため、結局「外交交渉により十月上旬頃に至るも尚我が要求を“貫徹し得る目途なき”場合に於ては、直ちに対米開戦を決意す」との修正が加わり、交渉継続の余地を残すような表現となった（『機密戦争日誌』には「之により本案骨抜きとみるべし。十月上旬に於て更に大なる議論となるべし」と記されている）。
審議の過程で、永野修身軍令部総長が日本は物資が減りつつあり、これに反し敵側はだんだん強くなりつつある、今ならば戦勝のチャンスがあるが、時とともになくなる恐れがあると述べ、杉山参謀総長は動員などで時間がかかるので戦争準備完了の目途は10月下旬とし、なるべく早く決意したいとした。
この戦争準備を10月下旬とする理由については、「九月六日御前会議質疑応答資料」によると、
- 石油の備蓄が多くても2年で、時日の経過とともに戦争遂行能力が低下すること
- 米国の海空軍が時とともに飛躍的に向上すること、特に来年秋以降は米海軍の軍備は日本海軍を凌駕すること
- 北方作戦（対ソ戦）は冬期の大きな作戦が至難で、この期間に速やかに南方作戦を終え、明年春以降の北方作戦に備える必要があること

の3点が挙げられている。ちなみに、戦争の見通しについては「質疑応答資料」には次のようにある。
なお、「帝国国策遂行要領」には、別紙として、「対米（英）交渉に於て帝国の達成すべき最小限度の要求事項」がつけられていた。
- 米英は日本の支那事変処理に容喙または妨害しない
  - 日華基本条約及び日満支三国共同宣言により事変を解決せんとする企図を妨害しない
  - ビルマ公路を閉鎖し、蔣介石政権に対し軍事的、政治的、経済的援助をしない
- 米英は極東において軍事的増強を行わない
- 米英は日本の所要物資獲得に協力する

これらの要求が応諾された場合は日本は以下の約束をする。
- 仏印を基地として支那以外の近接地域に武力進出しない
- 公正なる極東平和確立後、仏印より撤兵する
- フィリピンの中立を保障する
- （附）欧州戦争に対する態度は、防護と自衛の観念により、又米国の欧州戦争参戦の場合の三国条約に対する日本の解釈及び行動は専ら自主的に行う。ただし、三国条約に基く日本の義務は変更しない

これらの外交条件は、経済制裁を受けて窮地にある日本としては明らかに過大要求であり、アメリカにとっては受け入れがたい内容であった。しかし日本としても欧米の帝国主義に囲まれている中での最善のあがきであった。
連絡会議は僅か1回7時間の審議で案文を可決し、9月6日御前会議において「帝国国策遂行要領」は正式決定となった。なお、御前会議では、昭和天皇が異例の発言を行う一幕があり、明治天皇の御製を読み上げて平和への意思を示し、統帥部に外交が主で戦争は従であると釘を刺した（ただし、天皇は案文自体への干渉は避けている）。

#### 9月25日付日本案
その後、これまでの日本の提案が錯綜していたこと、御前会議から2週間が経っても日米交渉の目途が立たないことから、日本側の最後的態度を決定して米国側に提示することとなった。案文は9月20日連絡会議で決定され、25日にグルー大使に手交された（ワシントンでは27日に手交）。
この提案は参謀本部の強行意見が反映されているため、譲歩と呼べそうなのは2.（米国の対独参戦が日本の自動参戦を意味しないの意）くらいであり、「依然として従来の主張を変えないのはただただ譲歩すべきは米国側であることを発想の前提としている」内容であった。
野村大使は「今更新提案は困る」と不満を示し、難点を列挙しつつ、特に汪兆銘政権との条約を基礎とする日中和平では米国を満足させえない、駐兵問題で交渉決裂の公算大であることを進言した（9月28日野村電。なお、この電報と前後して在米陸海軍武官からの報告電があったが、いずれも「駐兵問題に絡まり交渉見込み薄」「支那駐屯の放棄なき限り交渉成立の望みなきこと明瞭」という内容であった）。
10月2日、ハルは「太平洋の平和維持のためには一時の取繕いの了解では不可で明快な協定を欲する」と述べ、回答案を野村に手交した。それはハル四原則を持ちだしたうえで、日本が「日中和平基礎条件」で不確定期間にわたる特定地域への駐兵を主張していることに異議を唱え、三国条約については日本の立場をさらに闡明するよう求めるものであった。

#### 避戦への動き

##### 10月2日米国案の接到
10月2日付の米国の回答案を受け、陸軍は5日に開催した省部局部長会議において「外交の目途なし。速に開戦決意の御前会議を奏請するを要す」との結論に達したが、同日に行われた海軍省部首脳会議は「首相の堅き決意の下に明六日首相陸相会談、交渉の余地ありとして時期の遷延、条件の緩和につき談合することとす」と決まった。翌6日、陸海部局長会議において、海軍の岡軍務局長は駐兵条件を緩和すれば交渉の目途ありと主張し、陸海軍の対立があらわとなった。
その後、東條陸相と杉山参謀総長は、交渉の目途なし、ハル四原則は承認しない、駐兵条件に関しては表現方法も含めて一切変更しない、もし政府が外交の見込みありとするならば15日を限度にこれを行ってもよいとの方針を確定し、海軍と近衛首相を説得することを申し合わせた。他方、海軍省部首脳会議は「撤兵問題の為日米戦ふは愚の骨頂なり。外交により事態を解決すべし」との交渉継続論に達した。しかし、及川海相が「それでは陸軍と喧嘩する気で争うても良うございますか」と決意を示して了承を求めたところ、永野軍令部総長が異議を唱え、他の出席者も沈黙したため、海軍の意思統一はできなかった。
近衛は10月5日および7日に東條と会談し、撤兵を原則とし、その運用で駐兵の実質をとることはできないかと説得したが、東條に絶対にできないと拒絶され、物別れに終わった。7日の東條と及川の会談も、交渉の目途を巡って意見の一致はみなかったが、東條が戦争の自信を問いただしたところ、及川は「それはない」と言明し、「統帥部の自信とは緒戦の勝利の意。二、三年後のことは検討中」と打ち明けた。東條は「仮に海軍に自信がないというならば考えなおさなければならない。勿論重大な責任において変更すべきものは変更しなければならない」と9月6日御前会議決定の責任問題に言及した。
さらに翌8日の東條―及川会談では、東條は「最後に悲壮なる面持ちにて」次のように述べたという。

##### 荻外荘会談
10月12日、近衛首相は荻外荘に陸海外三相及び鈴木貞一企画院総裁を招き、和戦に関する最後的会談を行った。主な発言は以下のとおりである。
豊田外相「日米交渉妥結の余地あり。それは駐兵問題に多少のアヤをつけると見込があると思ふ」「遠慮ない話を許されるならば御前会議決定は軽率だった」
及川海相「外交で進むか戦争の手段によるかの岐路に立つ。期日は切迫して居る。其決は総理が判断してなすべきものなり」
近衛首相「今どちらかでやれと言われれば、外交でやると言わざるを得ず。戦争に私は自信ない。自信ある人にやって貰はねばならぬ」
東條陸相「現に陸軍は…御前会議決定により軍を動かしつつあるものにして、今の外交は普通の外交とは違ふ。やって見るといふ外交では困る」「日本の条件の線にそって統帥部が要望する期日内に解決する確信がもてるならば、戦争準備を打ち切り外交をやるもよろしい」「総理が決心しても陸軍大臣としては之に盲従出来ない。我輩が納得する確信でなければならない」
また、特に駐兵問題について、東條は「駐兵問題は陸軍としては一歩も譲れない」「支那事変の終末を駐兵に求める必要がある」「（駐兵の）所要期間は永久の考えなり」とした。結局、荻外荘会談においても何ら結論を得ることが出来なかったため、鈴木は近衛に対し「陛下に御願いして9月6日の決定を一旦白紙に返して、対米交渉を継続することにしてはどうか」と進言した。

##### 及川海相の首相一任論と東條陸相の撤兵反対論
この時期、日本が日米戦争という破局を避けるには、海軍首脳が避戦の態度を明確にするか、陸軍首脳が中国からの撤兵を勇断するかのどちらかであったが、いずれも現実のものにはならなかった。
前者については、荻外荘会談の前日、武藤軍務局長から富田健治内閣書記官長を介して海軍側に、戦争はできないと明言してほしい、そうすれば陸軍部内の主戦論を抑えるとの要請があった。富田は海軍の岡軍務局長と同道して及川海相を訪い、戦争回避、交渉継続の意志を明言するよう下交渉を行ったが、及川はあくまで「首相一任」の態度を取り続けたのであった。
後者については、東條陸相の次の発言が注目できる。10月14日の閣議前、東條は近衛首相と会談し、駐兵問題について再考を求められたがこれを拒否し、閣議では持論を「興奮的態度で力説した」という。
東條の発言は、この問題を一般閣僚にも知らせる必要があるとの趣旨でなされたが、閣僚は誰も反駁しなかったという。そして、閣議後、東條は参謀本部首脳に対して「陸軍は（近衛内閣に）引導を渡したる積りなり」と説明した。

### 東條内閣と国策再検討

#### 近衛内閣の総辞職と東條内閣の成立
10月14日夜、閣議での東條陸相の発言により、近衛首相は総辞職を決意した。近衛が鈴木企画院総裁を介して、総辞職後の政局の収拾について東條の考えを聞くと、東條は東久邇宮稔彦王を後継内閣の首相に推薦した。
『近衛手記』によると、東條の意見は「段々其後探る処によると海軍が戦争を欲しないようである。…海軍がさういふやうに肚がきまらないならば、9月6日の御前会議は根本的に覆へる」「御前会議に列席した首相はじめ陸海大臣も統帥部の総長も、皆輔弼の責を充分に尽くさなかったことになるのであるから、此の際は全部辞職して今までのことをご破算にして、もう一度案を練り直すといふこと以外にないと思ふ。それには陸海軍を抑えてもう一度此の案を練り直すといふ力のあるものは、今臣下にはない。だから、どうしても後継内閣の首班には今度は宮様に出て頂くより以外に途はないと思ふ」ということであった。東久邇宮は対米戦反対論者であったため、近衛も東條の意見に賛成した。
しかし、木戸幸一内大臣は、難問が未解決のまま打開策を皇族にお願いするのは絶対に不可、また皇族内閣で戦争に突入すれば皇室が国民の怨府となる恐れがあることを理由に東久邇宮内閣に反対した。木戸の意中の人は、これまでの交渉経緯を熟知している、かつ開戦、避戦のいずれの場合でも予想される国内の混乱を抑えられる人物で、それが東條であった。木戸の反対を伝えられた近衛は、閣僚から辞表を取りまとめ、第三次近衛内閣は総辞職した。
10月17日、重臣会議が開かれ、木戸の主導で東條を後継内閣の首相に推挙することになった。木戸が東條を指名したのは、天皇に対する忠誠心が人一倍強いためとも言われている。
宮中からのお召しを受けた東條は、昭和天皇から陸軍の主戦論および駐兵固守の態度についてお叱りを受けるものと覚悟して参内したが、予想に反して組閣の大命を受けた。さらに東條は昭和天皇から陸海軍の協力を一層密にするよう命じられ、続いて参内した及川海相も陸海軍の協力を命じられた。また、東條、及川には木戸から9月6日御前会議決定の白紙還元の聖旨が伝えられた。
東條内閣は対米戦争に踏み切った内閣として悪名高いが、むしろ近衛内閣よりも積極的に対米交渉を行ったと見ることもできる。東條は非戦論に傾いており、外務大臣には平和主義で知られた東郷茂徳を迎えた。また、東條は大蔵大臣候補の賀屋興宣との入閣交渉では「できるだけ日米交渉に努力して、戦争にならないように平和に解決できるように努力したい」と述べており、及川海相の後任候補となった嶋田繁太郎との入閣交渉においても「海軍軍備の充実」とともに「外交の推進」を約していた。東條の交渉推進への方向転換については、陸軍内部から「東條変節」と評する声さえ聞かれたが、東條にとっては天皇の御言葉が絶対であった。
なお、近衛内閣の崩壊と軍人内閣の出現はアメリカ側に戸惑いを与えたものの、それほど悪い印象を与えたわけではなかった。戦争に打って出る危険性は孕んでいるものの、日米間の対話は継続されるというのが大方の認識であった 。

#### 国策再検討
18日に成立した東條内閣は「白紙還元」に基づき、国策再検討を行うこととした。しかし、再検討の関係資料の多くを作成した陸海軍の責任者は海相を除けば前内閣と同じ顔ぶれで、かつ再検討に消極的なため、「かような性質の資料に立脚した国策再検討が要するにもとの木阿弥に落ちついたのはむしろ当然」で、結論的には和戦両様案の採択となる。

##### 甲案の決定
29日の連絡会議は対米条件の審理となり、9月6日御前会議決定の最小限度の要求を緩和した甲案が決定した。従来の条件では短期間内に外交を妥結させる見込みなしと全員が一致したため、条件緩和に議論が移ったが、最大の焦点となったのは中国における駐兵、撤兵問題であった。
東郷外相が「他国の領土に無期限に駐兵するの条理なきこと」を説き駐兵期間5年を主張したのに対し、参謀本部は「駐兵を期限付とする時は支那事変の成果を喪失せしむる」として強硬に反対し、東條首相も暗にこれを支持するなど反対論が相次いだ。東條は永久に近い言い表し方として年数を入れることを提議し、99年案や50年案も出たが、結局は25年とすることで話がまとまった。また、三国条約については従来通りで変更せず、中国における通商無差別待遇の問題については「無差別原則が全世界に適用されるに於いては」という条件を付し、これを認めることに決まった。
甲案は、9月25日付日本案から懸案三問題（中国における通商無差別問題、三国同盟の解釈及び履行問題、撤兵問題を指し、日米交渉の三難点と言われた）について日本の譲歩を示したものになる。最大の譲歩は1で、日本が中国における特恵待遇を放棄し、米国の主張する通商無差別原則の適用を中国においても認めたのであった。また、3で駐兵期間は期限付きとなり、駐兵地域から厦門及揚子江流域が外されたことも、日本側の譲歩であった。

##### 海軍の戦争決意
嶋田海相は入閣当初、戦争回避の必要性を明言していたが、10月23日から30日までの連絡会議における討議の影響を受け意見を覆した。30日、嶋田は沢本頼雄次官や岡軍務局長に対し「数日来の空気より総合して考えうるに、この大勢は容易に挽回すべくも非ず」「自分は今の大きな波を到底曲げられない」として戦争決意を表明した。澤本は「何度考えて見ても大局上戦争を避くるを可」「米国の国情として議会に諮らずして戦争をすることは有り得ない」として再考を促したが、嶋田は色をなして「次官の保証がいくらあっても何の役にも立たぬ。時機を失せぬ様にすることが大切である」と押し通した。この嶋田の姿勢について、「政治的に無経験な嶋田の履歴や性格から、彼が開戦・避戦の大局的な判断を短時日のうちにおこなうのはもともと無理な課題であった」との指摘がある。
こうして「実質的に、開戦への最後の歯止めは取り除かれた」形となり、海軍の戦争決意は「対米開戦のポイント・オブ・ノー・リターン」となった。

##### 11月1日連絡会議
11月1日の連絡会議は午前9時から開催された。冒頭、嶋田海相は鉄その他物資の増配を頑強に主張し、要求が認められるや開戦決意の意思表示をなした。
続いて議論は、1.戦争を避け臥薪嘗胆する、2.開戦を直ちに決意する、3.戦争決意に下に作戦準備と外交を並行させる、の三案の検討に入った。
第一案の焦点は臥薪嘗胆と戦争のどちらが有利か、であった。これについて、開戦に反対する賀屋蔵相、東郷外相と永野軍令部総長との間で激論が交わされた。
戦争の見通しについて、永野は戦機は今しかない、開戦後二年は確算あり、三年目以降は不明との主張を繰り返しており、賀屋と東郷は長期戦の見通しが立たない戦争には強く反対していた。しかし、2年間無為に過ごすよりも南方作戦を実施して戦略要点と資源を確保した方が有利との議論を崩すことはできなかった（結局、戦争の見通しは「開戦三年目以降は不明」のまま東條首相が裁定している）。
結局、臥薪嘗胆は日本の国力の確実な低下を招き、2年後に石油が尽きた段階で米艦隊に来攻されれば、戦わずして屈服するしかない、という最悪のケースが想定されたため排除されたのであった。逆に、戦争と外交は希望的観測が持てるが故に採用されていく。
第二案は参謀本部が採り、杉山参謀総長と塚田攻参謀次長は「作戦開始は十二月初頭」「直ちに開戦を決意する」「外交交渉は挙げて作戦開始の名目把握及び企図の秘匿におく」と主戦論を展開した。東郷外相と賀屋蔵相はこれに反論して最後の外交をやるように主張し、東條は外交を行う期日を含めて第三案も並行して審議するよう提議した。
政府側の外交上の要求と統帥部の作戦上の要求が対立したが、結局、11月30日まで外交を継続しても統帥上差し支えなしとの結論に達し、
との問答を経て、外交打ち切りの期限は「12月1日午前0時」と決定した（第三案の和戦両様案では、9月6日御前会議決定の二の舞いになる恐れがあったため、参謀本部首脳は明確に時間を切るように申し合わせており、その意味では「この時点に時刻を切ったのは塚田の主戦論の部分的勝利」であった）。即ち、11月末までに日米交渉が成立しなければ、12月初頭（実際には12月8日）に開戦と決定した。
当時、英米と日本では国力が隔絶しているのは常識であり、日本の指導者は長期戦が至難であることを皆認識していた。それにもかかわらず、交渉失敗の場合は戦争を避けて「臥薪嘗胆」するのではなく、「開戦」するという極めてリスクの高い選択が行われたことについては、行動経済学のプロスペクト理論と社会心理学の集団意思決定におけるリスキーシフトを指摘する研究もある。

##### 乙案の決定
会議は外交交渉の討議に移り、東郷外相は29日に同意を取り付けていた甲案に加え、突如乙案を示して、寝耳に水の軍部に衝撃を与えた。
乙案の狙いは日米関係を資産凍結前の状態に復帰させること、南部仏印からの撤兵により「南方進出の意図なきことを事実を以て立証」することにあった。東郷は「従来の交渉のやり方がまずいから、自分は先ず条件の場面を狭くして南の方の事だけを片づけ、支那の方は日本自身でやるようにしたい」「甲案は短時日に望みなしと思う」と説明している。
しかし、杉山参謀総長と塚田参謀次長は乙案に強硬に反対し、
- 乙案は支那問題に触れることなく仏印の兵を撤するもので、国防的見地から国をあやまることになる
- 資金凍結解除だけでは通商は元の通り殆ど出来ない、特に石油は入ってこない
- 仏印駐屯は対米政策上及び支那事変解決上重要である

という主張を展開、特に塚田は南部仏印からの撤兵について「絶対に不可なり」と繰り返した。このため原案第3項は「資金凍結前の通商状態に復帰し、油の輸入を加える」に改められ、「支那事変解決を妨害しない」（米国の援蔣政策停止を求める項目）が第4項として追加された。
その後も、なお南部仏印撤兵反対を主張する杉山、塚田と、そのような条件では外交はできぬと主張する東郷との間で激しい議論が繰り広げられ、会議は幾度も決裂の危機に直面する事態となった（海軍では永野軍令部総長が乙案に賛成を表明している）。
『杉山メモ』には討議の経過が次のようにある。
この休憩時間中に東條首相、武藤軍務局長、杉山、塚田は別室で協議し、乙案を拒否すれば東郷が辞職し倒閣につながる恐れがあること、また、援蔣停止の要求があればアメリカが乙案を受け入れる可能性は低いと判断したことから、杉山と塚田はやむを得ず乙案に同意することになった。なお、東郷によれば、武藤は「若し此際外務大臣の主張を斥けて交渉不成立となる場合、陸軍では其責任がとれますか」とまで言って杉山に談じ込んだくれたという。
ここに11月1日午前9時から翌2日午前1時まで16時間にわたった「歴史的重大連絡会議」（『機密戦争日誌』11月2日付）は終了した。東郷と加屋蔵相はさらに熟考したいとして態度を保留したが、2日正午までに両者とも国策案に同意し、対米英蘭戦争決意の下に「武力発動の時期を12月初頭とし作戦準備を行うこと」「甲案、乙案による対米交渉を行うこと」「12月1日午前0時までに交渉が成立すれば武力発動を中止すること」を柱とした「帝国国策遂行要領」が採択された。同午後5時、東條、杉山、永野が列立して連絡会議の結果を昭和天皇に上奏した。天皇の期待に応えられなかったためか、東條は涙を流しながら上奏したという。

##### 11月5日御前会議
11月5日、御前会議において「帝国国策遂行要領」は正式に決定された。そもそも「日米交渉の成否は、直接的に日本の和戦と結びつく筋合いのものではなかった」が、9月6日及び11月5日の国策決定により、日米交渉の成否と日本の和戦が直接的に結びつく結果となった。これにより「日本は開戦に向けて、決定的な一歩を踏み出した」ことになる。
なお、昭和天皇は、9月6日の御前会議では「帝国国策遂行要領」に不満を示し影響力を行使したが、今回は慣例通りに発言はなかった。この心境の変化については、天皇が東條に対して絶大な信頼を寄せていたことが指摘されている。また、統帥部が対英米作戦への成算（特に長期持久戦も可能との結論）を具体的に示したことで説得工作が功を奏し、天皇の戦争への不安を取り除いた、との指摘もある。前首相の近衛も、天皇は当初、非戦論に与していたが、陸海の統帥部の意見が入って、少しづつ「戦争の方へ寄っておられる」と感じていたという（2021年に公開された百武三郎侍従長の日記においても天皇が「已に覚悟あらせらるる御様子」、開戦「決意」が先行しているので側近が引き止めている等の情報が記されており、近衛の証言を裏付けるものとなっている）。

### 最後の外交交渉

#### 来栖大使の派遣
11月4日午前2時、東郷外相は来栖三郎を招致し、野村大使を応援するためワシントンに急行するよう要請した。東郷は日米関係の危機的現状と甲案及び乙案を説明し、特に乙案中の南部仏印からの撤兵については、交渉の最後の切り札として、野村には知らせず来栖へ託した。
東郷の要請を受諾した来栖は、4日の午後7時に東條首相と会見した。東條は、米国は両洋作戦の準備が不充分、米世論がまだ参戦を支持していないこと、ゴムや錫などの重要軍需物資の不足等を理由に「米国も濫りに戦争を望むまい」と述べ、交渉妥結の見込みは成功三分失敗七分位であるから、くれぐれも妥結に努力してほしいと力説した。来栖が交渉が妥結した場合、「首相は必然的に来るべき国内各方面の強烈な反対を排しても、飽くまで吾々の作り上げた妥結を支持遂行するか」と問うと、東條は力強い口調で必ず遂行すると断言したという（来栖は翌5日に東京を出発し、11月15日にワシントンに到着した）。

#### 甲案及び乙案の内報
東郷外相は10月21日に野村大使に対して「新内閣に於いても…日米国交調整に対する熱意は前内閣と異なる所なし」と交渉継続の方針を示していたが、御前会議前日にあたる11月4日に詳細な訓電を発した。東郷は「破綻ニ瀕セル日米国交」を調整するために日米交渉対案（甲案、乙案）を決定したこと、「本交渉は最後の試みにして我対案は名実ともに最終案」であることを野村に伝えた。
訓電では、甲案は「要之甲案ハ懸案三問題中二問題ニ関シテハ全面的ニ米国ノ主張ヲ受諾セルモノニテ、最後ノ一點タル駐兵及撤兵問題ニ付テモ最大限ノ譲歩ヲ為セル次第ナリ」と説明されたが、撤兵問題については「撤兵ヲ建前トシ駐兵ヲ例外トスル方米側ノ希望ニ副フヘキモ…国内的ニ不可能ナリ」「国内政治上モ我方トシテハ此上ノ譲歩ハ到底不可能ナリ」とした。
また、乙案は「若シ米側ニ於テ甲案ニ著シキ難色ヲ示ストキハ事態切迫シ遷延ヲ許ササル情勢ナルニ鑑ミ何等カノ代案ヲ急速成立セシメ以テ事ノ發スルヲ未然ニ防止スル必要アリトノ見地ヨリ案出セル第二次案」と説明された（ただし、野村に送られた乙案は、アメリカによる傍受・解読を避けるため、備考にある南部仏印からの撤兵の部分が意図的に落とされていた）。
11月5日、東郷は甲案交渉の開始を訓電し、乙案の提示については「必ず予め請訓あり度し」とした。さらに「本交渉は諸般の関係上遅くも本月二十五日迄には調印をも完了する必要」との期限を付けた（この11月25日という期限は外務省独自のものと考えられる）。

#### 「マジック」情報とアメリカの「最後通牒」としての受け取り
アメリカ側は、東郷の一連の訓電、日本の提案は「名実ともに最終案」であり、「妥結に至らざるに於ては…決裂に至る外なく」、さらにタイムリミットを付したことなどを「マジック」で解読した結果、これを最後通牒とみなした。即ち「マジック」によって、日本が戦争に踏み切るだろうと事前に予測していたのであった。
また、この時の「マジック」情報では、重大な誤訳が生じていた。甲案での「なお、（ハル）四原則については、これを日米間の正式妥結事項に含むことは極力回避する」との訓電が、「マジック」では「四．原則として、これを日米間の～」と誤訳され、日本側の通商無差別、三国条約、撤兵問題での譲歩すべてを正式妥結事項に含むことを避けるという意味となった。ハル国務長官は、東條内閣に対してむしろ交渉への期待を抱いていたが（ハルは天皇の影響力に期待していた）、日本側の誠意を疑わせる「マジック」情報はそれを裏切るものであった。

#### 甲案の提示と交渉の遷延
11月7日、野村大使はハル国務長官に甲案を提示した。ハルはマジックによって甲案の内容はもちろん、乙案が最後にあることも知っていたので、甲案はほとんど問題としなかった。
その後、ハルは甲案に答える代わりに、これまでの交渉で日本側が提案した内容に関して東條内閣に確認を行い、また、15日には通商無差別の原則に関するオーラルと経済政策に関する日米共同宣言の提案をしたが、これらはアメリカの誠意を示すジェスチャー、あるいは時間稼ぎであった。事実、日本側は再三にわたって甲案に対する回答を求めていたが、アメリカ側は抽象論を繰り返し、研究の上回答するなどと確答を避け続けた。
15日の会談では、ハルは中国における通商無差別待遇の問題について、甲案の「全世界に適用」という但し書きの撤廃を要求し、さらに三国同盟の「死文化」をも繰り返し要求した。日本側は三国同盟の脱退なしに日米間の妥結は不可能という意味かと問い質したが、ハルは確答を避けた。さらに今回の議論を甲案の回答と看做してよいかという質問からも、ハルは逃げを打った。
交渉が困難であることを痛感していた野村は、アメリカは日本に譲歩するよりも戦争を選ぶ決意であり、交渉期限はつけずに長期的な構えをする方がいいと具申している（14日付野村電）。しかし、東郷外相は交渉期限は絶対に変更不可と答えた（東郷も期限付交渉には賛成していなかったが）。

#### 来栖大使の交渉参加
一方、15日に着任した来栖大使は、17日、野村大使とともにルーズベルト大統領と会談した（ハルも同席）。交渉の早期妥結を訴える来栖に対し、ルーズベルトは「友人の間に最後という言葉はない」(There is no last word between friends.)という言葉を引き合いに出して一般的諒解案を作る意向を示し、日中の和平問題についても「米国としては介入(intervene）も調停(mediate)もしない。外交用語にあるかは知らないが紹介(introduce)ということにしたい。双方を引き合わせるだけで話の内容に立ち入る必要はない」旨を述べた。三国同盟の参戦義務については、来栖は「日本独自の立場で決めるということは、決してドイツの言いなりになって米国の背後をおびやかすということではない。日米間の了解が成立すれば三国同盟は自然に光を奪われる(out shine)ようになる」として理解を求めた。この会談で来栖は交渉の前途に希望を持ったというが、ハルの記録によれば、大統領は両大使の訴えを軽く受け流し、会談の成果はなかったと記されている。

#### 野村私案
11月18日、甲案交渉が不調のため、野村は根本問題を限られた時間で解決することは困難なこと、情勢は極めて緊迫していることを説き、独断で「日本は仏印南部より撤兵に対し、米国は凍結令を撤去す。…其の上にて更に話を進むることと致した度し」と申し入れた。これは東郷の訓令を待って提示することになっていた乙案を狭めた私案であり、来栖大使は「出先としては思ひ切った提案であるが、自分もかねてから同意見であるし、現地の空気及び野村大使の立場及び心境としては寧ろ当然といひ得ること」としている。ハルはなかなか承服しなかったが、日本が平和政策を明確にすることを条件に検討を約した。
11月18日夜、野村と来栖はウォーカー郵政長官を訪問。ウォーカーは大統領及び大多数の閣僚は日米諒解に賛成であること、日本が仏印撤兵など現実の行動で平和的意図を示せば、アメリカの石油供給もあることを述べたという。19日には某閣僚の旨を受けたウォルシュ司教が大使館を訪れ、日本が今日にも仏印撤兵の意図を表明すれば、ハルは即座に石油輸出を約束し、これをきっかけに急速に問題を解決したい意向との情報が伝えられた。またこの日、野村・来栖と会談したハルの対応も好意的だったという。
しかし、11月20日発の公電で東郷外相はアメリカがさらに煩雑なる条件を持ち出してくる余地があること、我が国の国内情勢では乙案程度の解決案を必要とすることを述べ、「貴大使ガ当方ト事前ノ打合セナク貴電報腹案ヲ提示セラレタルハ国内ノ機微ナル事情ニ顧ミ遺憾トスル所ニシテ却テ交渉ノ遷延乃至不成立ニ導クモノト云フ外ハナシ」として野村の私案提示を叱責するとともに、日本の最終案である乙案の提示を指示した。
現在の研究でも、野村の私案提示は「明らかに越権行為であった」、「日本の譲歩を最大限のものに見せようとした東郷の努力を結果的に水泡に帰すものであった」という指摘がある。

#### 乙案の提示
東郷外相は11月4日の乙案打電から20日の乙案交渉開始の訓電まで、幾度となく乙案の修正を指示していた。その間、備考一の仏印からの撤兵は第5項に、備考ニの通商無差別待遇と三国条約はそれぞれ第6項と第7項となったが、最終的には第5項に南部仏印撤兵の項目を追加挿入し、第6項と第7項は削除した。交渉開始にあたり、東郷は南部仏印からの撤兵は極めて重要な譲歩であること、中国からの撤兵及び通商無差別待遇と三国条約の懸案三問題を棚上げして緊迫した空気を緩和していることの二点をアメリカ側に強調するよう野村に指示した。
11月20日（米時間）、野村と来栖は乙案をハルに提示した（実際にアメリカ側に提示された乙案では、野村・来栖の独断により第5項を第2項へと移動し、条項の順番が入れ替えられている）。
乙案についてハルは援蔣の停止（第5項）に強い難色を示した。ハルは、アメリカはドイツの征服政策に対抗してイギリスを援助している、日本の政策が確然と平和政策とならざる限り、援蔣政策と援英政策は同一であるとして「援蔣政策を変更することは困難」であるとした。そして、会談の最後にハルは沈痛な面持ちで乙案を「同情的に検討する」と述べたという。ハルは乙案の内容よりも、それがアメリカにとって「最後通牒」であったことであった点に苦慮しており、日本との間になんらかの暫定協定案を結ばない限り、開戦になるかもしれないという最終的な選択を迫られていた。
一方、乙案の決定以降、参謀本部は交渉成立を恐れ一喜一憂していたが（『機密戦争日誌』には「来栖の飛行機墜落を祈る者あり」（11月10日)、「乙案成立を恐る」（13日）、「援蔣停止の要求により交渉は決裂すべきこと最早疑を容れず」（20日）などの記述がある）、ハルの難色が伝えられるや「之にて交渉愈々決裂すべし芽出度々々々」（21日）と喜んだ。
援蔣の停止は乙案交渉のネックとなったが、これについて東郷は、アメリカの橋渡しで日中和平交渉が開始されれば援蔣政策は不要になるではないか、と問題を先送りする論法で理解を求めている（11月24日、グルー駐日アメリカ大使との会談において）。
なお、25日までの交渉期限は、22日発の東郷外相からの訓電により29日までに延長された。この訓電には「右期日は此以上の変更は絶対不可能にして其後の情勢は自動的に進展する」とあったが、言うまでもなくアメリカ側は「マジック」により解読済みであった。

### アメリカの対日回答
アメリカ側でも日本の甲案に相当する基礎協定案、乙案に相当する暫定協定案が検討された。基礎協定案はモーゲンソー財務長官による私案が叩き台になっており、暫定協定案はフィリピン防衛の遅れをカバーするための時間稼ぎを求める軍部の要請に応えるものであった。基礎協定案は、暫定協定案につけ加える恒久的な協定という位置付けとなっている。国務省で基礎協定案と暫定協定案が作成されたのは11月22日であるが、最終的には暫定協定案が放棄され、基礎協定案のみがハル・ノートとして日本に提示されることになる。なお、アメリカの対日回答は、あくまで暫定協定案と基礎協定案の二部構成であり、暫定協定案のみを渡すという議論はなかった。

#### 基礎協定案

##### モーゲンソー私案
11月11日に国務省極東部は「日本と包括的協定に達する可能性は殆どなく会談決裂の見通しが極めて高い」として、暫定協定の草案を作成し、ハル国務長官に提出した。一方、11月17日にモーゲンソー財務長官が国務省の頭越しに、対日協定案を私案として直接大統領に提出した（この私案は、ソ連のスパイである財務省特別補佐官ハリー・ホワイトが作成したものであった）。モーゲンソー私案は極東部の試案よりも軍事、経済問題でより具体的であったため、こちらが検討対象となった。ハルはモーゲンソーを不快に思ったが、私案には良い点もあったので国務省案に取り入れられたと回想している。（ただし、ホワイト作成のモーゲンソー私案は国務省によって完全に書き直されており、私案がそのまま日本に提示されたわけではない）。

モーゲンソー私案の題は「日本との緊張を除去しドイツを確実に敗北させる課題へのアプローチ」で全体で三部、内容は以下の通りであった。
第四部ではこの協定の利点として、アメリカにとっては太平洋艦隊を他の地域へ向けることでドイツに対して連合国の地位を飛躍的に強化できること、対日戦を回避できることなどが挙げられた。また日本にとっての利点は、深刻な戦争および終局の敗北に直面せずに平和を確保できること、日本の再建や満州建設にその勢力や資本を充当できることなどが挙げられた。

##### ハル・ノートの成立
しかし、国務省極東部で検討・修正が重ねられた結果、日本軍の（少数師団の）満州駐兵を認める項目、太平洋の米海軍力の削減、「1924年排日移民法」の廃止を議会に請願する、日本への20億ドルの借款などの融和的な項目は削除された。モーゲンソー案から基礎協定案（ハル・ノート）に受け継がれたのは、中国及び仏印からの全面撤退などの非妥協的な項目であった。
また、三国同盟については、11月22日基礎協定案で「日独伊三国条約の各条項は、日本により太平洋地域における平和維持に関する紛争に対して適用なきものと解釈すべきことに同意する」との項目が付け加えられた。最終案においては抽象的な表現になったものの、「三国同盟からの事実上の離脱を明文化」したものであった。
なお、11月22日の基礎協定案では、日本軍の全面撤兵の項目には「中国（満州を除く）」との明記があり、モーゲンソー案第3項は「日中両政府に対して、満州の将来の地位に関し平和的交渉に入るべく示唆すること」との表現となって取り入れられていた。しかし、最終案では満州問題の平和的交渉を示唆する項目は削除され、さらに「（満州を除く）」という文言も削除された。

#### 暫定協定案

##### 11月22日暫定協定案
11月22日にハルは、イギリス大使ハリファックス卿、オーストラリア公使カセイ、オランダ公使ロウドン、中華民国大使胡適を招き、暫定協定案を説明した。アメリカの意向は「日本を中立の立場に留めおく」というものであった。
この暫定協定案では、日本軍の北部仏印在留兵力は2万5千を限度とする項目があり、一時的とはいえ日本軍の仏印駐留を認めたものであったが、他はハル四原則を具体的に守るというものであった。
胡適はやや平静さを失いつつも「これは向こう三ヶ月間、これ以上中国を侵略しないよう日本を縛るものか」とハルに問い質したが、ハルは「そうではない」と回答している。
ハルは交渉成立の見込みは三分の一と語ったものの、会談終了後に改めて英・豪・蘭の大・公使に対し、日本に供給可能な物資の上限を決定する権限を本国から取り付けるよう要請した。これは交渉の最終局面で、各国が日本に供給可能な物資の量をいちいち本国に照会していては、交渉がまとまらなくなる恐れがあったからである。

##### 11月24日暫定協定案
11月24日、国務省はさらに修正した暫定協定案と基礎協定案を作成した。11月24日暫定協定案では、特に通商問題に関して細かく言及され、また協定の有効期限は平和解決の目途がつけば延長を協議できる、と付け加えられた。
ハルは再び英・豪・蘭・中の大・公使と協議したが、胡適中国大使は北部仏印への日本軍駐留に反対した。ハルは「2万5千の兵力は脅威ではない」と反論し、「この臨時的合意が必要なのは、わが陸海軍にとって時間が重要な問題であること、また一層の準備が必要なため」と説明した。胡適は5千に引き下げるべきだと強く主張したが、ハルは倍の5万でも脅威ではないと冷淡であった。
この会談の段階では、オランダ政府以外は22日暫定協定案に対する訓令を与えておらず、ハルを立腹させた。ハルは、この問題でより利害があるのはアメリカではなく関係諸国であり、各国政府が現在の状況がいかなるものか熟知していないと不満を述べ、「これら予想されなかった発展、関心の欠如及び協力せんとする意向の欠如には、決定的に失望した」と会談の模様を記した。
この日、ハルはチャーチル英首相宛に乙案と暫定協定案を知らせる電報を送った。電報には、暫定協定案を日本に対する公正な提案としつつも、日本が受諾する可能性はあまりないとするルーズベルト大統領の追記が添えられていた。

##### 中華民国の反対
蔣介石は、暫定協定案を知った時の心情を「不安と怒りが心のなかを激しく交錯した」「我々の国は、この絶体絶命の危機から生還することができるだろうか」と日記に記した。そして、ワシントンの胡適大使に「アメリカを日本と妥協させてはならない。それは中国の死を意味する」と厳命した。
また、蔣介石は重慶にいた顧問のオーウェン・ラティモアに暫定協定案反対を依頼した。ラティモアからは、日本への経済制裁解除は、中国にとって日本の軍事的優位を危険なほど増大させ、いかなる暫定協定案も中国の対米信頼に対して悪影響を及ぼすもので、このときに見捨てられたとする感情は過去の支持や将来の援助の増額によっても償いえるかどうか疑問である、という報告がなされた。
蔣介石は宋子文に対しても、11月25日にヘンリー・スティムソン陸軍長官とフランク・ノックス海軍長官に伝えるよう指示して、対日制裁の緩和があれば、中国人民はみな犠牲にされたと思うだろうし、こうして世界におけるもっとも悲劇的な時代が開かれ、中国陸軍は崩壊し、日本の計画は遂行され、ひとり中国にとっての損失に留まらない、との電報を寄せた。
ハルはこのような中国の反対攻勢に憤慨し、「蔣介石が、我が国の閣僚数名、国務省以外の政府機関の職員多数等に対し、おびただしい数の電報メッセージを送り付け、時としては大統領すら無視し、問題の真相に接していないにもかかわらず、微妙かつ重大な問題にまで介入することがあった」（英国大使ハリファックス卿に対して）と非難していた。
暫定協定案が日本に提示されなかったのは中国の猛烈な反対があったためという指摘もあるが、ハルは中国の抗議をさほど重視していなかった。また、モーゲンソー財務長官によれば、ルーズベルト大統領が中国の反対に対して「自分が彼らを黙らせてやる」とハルに向かって発言していたという。

##### 11月25日暫定協定最終案
11月25日に、22日案と24日案をまとめて整理した暫定協定案の最終案ができあがった。政府内で異議が出るたびに融和的な内容は骨抜きとなり、特に日本が切望していた石油の供給については「民需用の石油」のみに限定された。ハルは「暫定協定が日本に与えるものは非常に限定された量の棉花、石油と若干の物資供給という極めて僅かな『雛の餌』にすぎなかった」と表現している。
また、最終案ではアメリカが日本軍の仏印駐留を容認したと誤解されることを懸念したため、北部仏印に残留する日本軍の兵力量の具体的な数字（2万5千人）は削除され、1941年7月26日の兵力という文言のみが残された。
暫定協定案について、イギリスは「ハルが最善の方法というなら支持してもいい」と賛成に回り（ただし、日本への石油輸出再開には疑問符をつけた）、オランダは日本の軍事潜在力を増大させない限度の石油供給を条件に付して賛成した。また、オーストラリア公使カセイは本国に「乙案それ自体受諾し難いにせよ、修正を施すならば全関係国にとって受諾しうるものとなしうるであろう」と具申し、本国から会談決裂阻止の訓令を受けていた。

##### スティムソン日記（1941年11月25日火曜日）
スティムソン陸軍長官は日記に11月25日を「今日は実に多忙な日であった」として、以下の出来事を記している。
一つは、ノックス海軍長官とともにハルと三人で会談した模様で、暫定協定案最終案について次のようにある（25日朝）。
二つ目は、ホワイトハウスでの会議の内容で、対日関係についての討議である（25日正午）。
そして三つ目は、スティムソンに届けられた米陸軍情報部からの報告である。
しかし、実際の報告書には「十隻ないし三十隻からなる船団」、兵力は「五万を意味する可能性もあるが、より少数の可能性が大きい」とあり、情報部は日本政府とヴィシー政府との協定に基づく「通常の行動」と判断していた。この情報は日本軍の特別な移動を伝えるものではないが、スティムソン日記の記述では数が大きく膨らんでおり、スティムソンがルーズベルトやハルに内容を正確に伝えたのか疑問が残る。

##### 暫定協定案の放棄
11月25日午後、ハルは国務省の会議に参加していたが、列席していたハーバート・ファイス（国務省顧問）によれば、会議の最中にハルが何度も外部からの電話で呼び出され、電話の相手は誰かわからないが、電話の後にハルは暫定協定案に消極的な態度をとるようになったという（ファイスは電話の相手を「大統領であったかもしれないし、日本の軍部の行動の最近の情報提供者であったかもしれない」と推定している）。ただし、この会議では、ハルは暫定協定案の放棄を言明しなかった。
しかし、26日早朝になると、ハルはスティムソンに電話をして、「あの提案（暫定協定案）をすべてご破算にし、しかも、そのほかには提議することは何もないと通告する決意を固めた」と伝えている（これは後日、ハルがオランダ公使の質問に答えて、暫定協定案の放棄を決意したのは11月26日早朝だったと説明したことと符合する）。
この電話の直後、スティムソンはルーズベルトに電話をかけ、昨日の陸軍情報部の報告の写しを受け取ったかどうか尋ね、日本軍南下のニュースを伝えた。スティムソン日記によると、写しはルーズベルトのもとに届いておらず、「大統領はすっかり興奮し、烈火のごとく立腹した。…日本側は中国からの全面撤兵を含む全般休戦の交渉をしていながら、他方では、インドシナに向って遠征軍を送ろうとしていることは、日本が全然信用できない何よりの証拠であるから、いまや情勢はすっかり変ってしまった、と述べた」とある。
スティムソンは日本軍の動向について、日記にあるようなオーバーな言い方をしたのではないかと見られている。またルーズベルトの方も、以前から南方の日本軍に対する資材や兵員の輸送が行われていたことを承知していたはずで、今回の日本とヴィシー政府の協定に基づく「通常の行動」になぜ「烈火のごとく立腹した」のか不明である。
一方、ハルは26日午前、ルーズベルトに対して、アメリカの対日回答から暫定的協定案を削除して、基礎協定案のみを野村・来栖両大使に手交することを具申し、承認を得た。
しかし、中国の反対は事実であったが、それ以外の国の対応については事実ではなく、「これ以上の反対の、なお広がる可能性」も内容が不明である。また、戦後に行われた真珠湾攻撃に対する米国上下両院合同調査委員会におけるハルの証言では、大統領と「どんな会話を交わしたか、何も思い出せない」としており、暫定協定案が放棄された経緯は明確ではない。
なお、ハルの回想録によると、中国の反対及び日本と暫定協定を進めることが中国の戦意を崩壊させる危険性を考慮して、暫定協定案を放棄したような記述となっている。
暫定協定案の放棄及びハル・ノートの提示は、陸海軍の長官にも知らされておらず、関係国との協議もなかった。

### ハル・ノートの提示
11月26日夕刻（日本時間27日午前）ハルは野村と来栖にハル・ノート（Outline of Proposed Basis for Agreement Between the United States and Japan）を提示し、日本の二人の大使はその強硬な内容に難色を示したが、ハルおよびルーズベルトの姿勢は変わらなかった。
これを受けた日本の政府および軍部は、これが「基礎提案（Outline of Proposed Basis）」であるにもかかわらず、「対米開戦やむなし」という意見に傾くことになる。

### 開戦へ

#### ルーズベルト大統領の昭和天皇宛親電
ハル・ノートで交渉が絶望的になってもなお開戦阻止の動きがあった。来栖大使は、戦争を防ぎ得るのは天皇陛下とルーズベルト大統領以外にはないとして、様々なルートを使って、大統領から昭和天皇へ親電を打ってもらうよう働きかけていた。また、寺崎英成一等書記官も来栖の賛同を得て、親電工作に乗り出していた。
（11月26日午前、野村・来栖両大使は、乙案全ての通過は困難であることを報告するとともに、事態打開策としてルーズベルト大統領と昭和天皇の間で親電を交換して「空気を一新」する案を東郷外相に進言していた。だが、この案は東郷に却下されていたので、来栖・寺崎の行動は外務省の指示に背くことになる。）
他方、アメリカ側にも親電を打つ案は以前からあったが、ハル国務長官はルーズベルトに「日本の攻撃が殆ど開始される時まで延期するよう」進言していた。
12月6日、ルーズベルト大統領から昭和天皇に親電が発せられた。親電の趣旨は、もし日本軍が仏印から撤兵してもアメリカは同地に侵入する意図はない、周辺政府にも同様の保障を求める用意がある、南太平洋地域における平和のため仏印から撤兵してほしいというものであった。ハルの原案では「日中の90日停戦、太平洋関係諸国の軍隊の移動禁止、在仏印日本軍の縮小、日中両国の和平交渉の開始」など既に放棄された暫定協定案の再現のような内容であったが、ルーズベルトはこれを採用しなかった。親電を送ることについてのルーズベルトの真意は明らかではないが、ハルは「それを送ることは記録を作る目的以外にはその効果は疑わしい」と否定的だった。
親電は東京中央電信局で15時間留め置かれ、最終的に昭和天皇のもとに届いたのは12月8日の午前3時（ハワイ時間では午前7時半で真珠湾攻撃予定時刻の約30分前）であった（この時、昭和天皇は「海軍軍装を召され」ていたことが、『昭和天皇実録』によって初めて明らかになった）。戦後、昭和天皇は「この親電は非常に事務的なもので、首相か外相に宛てた様な内容であつ[た]から、黙殺出来たのは、不幸中の幸であつたと思ふ」と回想している。親電について東郷は「此危局を救い得るものとは認め難い」とし、東條も「そういうものは何にも役立たぬではないか」と言ったとされる。
なお、2013年3月に公開された外交文書によって、戦後、連合国軍総司令部（GHQ）が外務省に対して、伝達が遅れずに「電報が天皇陛下に渡されたならば戦争は避けることができたに違いない」との見解を示していたことが明らかになっている。

#### 対米覚書 ― ハル・ノートへの回答
現地ハワイ時間1941年12月7日午前7時50分（ワシントン時間午後1時20分、日本時間12月8日午前3時20分）、真珠湾攻撃が開始された。
ワシントン時間12月7日午後2時20分、野村大使からハル国務長官に対米覚書（外交打ち切り通告文）が手交された。東郷外相の訓令には「午後一時を期し米側に（成るべく国務長官に）貴大使より直接御手交あり度し」とあったが、結果的にハワイ空襲の一時間後の手交となった。
対米覚書は、ハル・ノートに対する帝国政府見解ともなっており、
- ハル四原則の採択を日本に迫るのは「現実を無視し一国の独善的主張を相手国に強要するが如き態度」で交渉の成立を促進するものではないこと
- 第二項1の多辺的不可侵条約は「徒に集団的平和機構の旧構想を追ふの結果、東亜の実情と遊離せるもの」であること
- 第二項9については「合衆国が欧州戦争参入の場合に於ける帝国の三国条約上の義務履行を牽制せんとする意図をもって提案せるものと認めらるる」ため受諾できないこと
- 第二項2は「東亜の事態を紛糾に導きたる最大原因の一たる九国条約類似の体制を、新たに仏領印度支那に拡張せんとするもの」で容認できないこと
- 支那（中国）からの全面撤兵及び通商無差別原則の無条件適用は「何れも支那の現実を無視し、東亜の安定勢力たる帝国の地位を殲滅せんとするもの」であり、南京政府否認は「交渉の基礎を根底より覆すものといふべく」、アメリカが日中和平及び東亜の平和回復を阻害する意思があることを実証していること

などの難点を挙げ、「四年有余に亙る支那事変の犠牲を無視し、帝国の生存を脅威し、権威を冒涜するものあり。従って全体的に観て帝国政府としては、交渉の基礎として到底之を受諾するを得ざるを遺憾とす」としている。
また、日本の乙案に対するアメリカの対応については、「合衆国政府は右新提案を受諾するを得ずと為せるのみならず、援蔣行為を継続する意思を表明し、（大統領が日支間和平の仲介者となると言明したにも拘らず）大統領の所謂日支間和平の紹介を行ふの時機猶熟せずとて之を撤回し、遂に11月26日に至り、偏に合衆国政府が従来固執せる原則を強要するの態度をもって、帝国政府の主張を無視せる提案を為すに至りたるが、右は帝国政府の最も遺憾とする所なり」と非難した。
なお、対米覚書には、日露戦争の際にあった「独立の行動を採る」に相当する文言はなく、開戦宣言あるいは条件付き開戦宣言は明記していない。また、対米覚書は国内においても閣議決定、上奏、裁可の手続きを経ておらず、「国際法上の『開戦宣言』とはなりえず、…国内的措置の形式からいっても敵対国への最後通牒ではなかった」。
翌8日、ルーズベルト大統領は日本への宣戦布告を求める議会演説「恥辱の日演説」を行った。演説では、日本と太平洋の平和について交渉を進めていたとしているが、ハル・ノートの存在は議会に説明しなかった。
日米開戦が即アメリカのヨーロッパ戦線への参戦を意味するわけではなく、独ソ戦に日本が参戦しなかったように三国軍事同盟の規定では、加盟国側から仕掛けた戦争に関しては他の加盟国の参戦義務は発生しなかった。ハルの回想によれば、アメリカが他の枢軸国に対しても宣戦布告をするかどうかについて議論があったというが、ドイツの方から宣戦してくると考えて、それを待つ方針を固めたという。ヒトラーは真珠湾攻撃以前から既に対米開戦は不可避と判断しており、12月11日に日本に呼応する形でアメリカに対して宣戦布告を行った。このため、アメリカはヨーロッパ・アフリカ戦線に参戦することとなった。
現在の研究では、日米間には戦争をしてまで解決しなければならない明確な争点はなかったことが指摘されている。日米間の対立の大きな争点となった中国問題にしても、アメリカは中国に死活的利益を持っておらず、この点で日米衝突の必然性はない。また、日本の南進政策にしても、アメリカにとって東南アジアは中国以上に重要な市場であったものの、大西洋第一主義を採る以上は、日米衝突に至るほど優先順位は高くはなかった。日本は米英蘭の経済封鎖を受けて窮地にあったものの、世界情勢を自主的に判断して、自主的に行動できる自由をもっていたのである。開戦・避戦の要件は戦争の結果に対する予測であったはずで、「日米交渉の不成立によりただちに日本が開戦しなければならないというのは、あまりにも短絡的な思考」であった。
なお、陸軍の一部ではあるが、ハル・ノートの事実上の受け入れが主張されるようになったのは、日独の戦局が不利へと転換した1943年のことであった（戦争指導課9月16日案出「大東亜戦争終末方策」。別紙第三の「世界終戦の為不利なる妥協をするを得さる場合の講和条件（対英米）」には、ハル四原則の承認、三国同盟の破棄、中国については支那事変以前の状態へ復帰、仏印以南の東南アジア地域については仏印進駐前の状態へ復帰などが明記されている）。

## 年表

### 日米交渉までの経緯
日付は日本時間
1929年（昭和4年）
- 010月 ウォール街大暴落、世界恐慌。1930年代のブロック経済の原因となる。
- 012月 中ソ紛争終結。第九十四号命令が原因。

1930年（昭和5年）
- 0ソ連のスパイ・リヒャルト・ゾルゲ、1932年まで上海で活動。尾崎秀実や川合貞吉らも参加するゾルゲ諜報団結成。
- 04月22日 日・米・英・仏・伊の間で、ロンドン海軍軍縮条約締結。しかし、統帥権干犯問題が起きる。
- 0翌1931年（昭和6年）にかけて昭和恐慌、昭和農業恐慌。
- 07月29日 上海にコミンテルン極東局
- 011月14日 統帥権干犯問題を原因とする濱口首相遭難事件発生。当時の大日本帝国憲法は統帥権の独立が謳われ、文民統制が確立できない欠陥を抱えていた。

1931年（昭和6年）
- 04月14日 濱口内閣総辞職。
- 06月15日 ヌーラン事件
- 06月27日 中村大尉事件。満州事変の一因。
- 07月2日 万宝山事件。満州事変の一因。翌日、朝鮮排華事件も発生。間島問題も参照。
- 09月18日 柳条湖事件。満州事変勃発。新聞報道が過熱、日本の世論は軍部支持に傾く。
- 012月10日 リットン調査団設置。
- 012月13日 日本、金輸出再禁止。
- 012月 第2次若槻内閣が総辞職。
- 同年、コミンテルン指令1931年。

1932年（昭和7年）
- 01月28日 上海事変。
- 02月末 尾崎秀実帰国、日本国内でゾルゲ諜報団活動開始。
- 03月1日 満洲国建国。満蒙開拓移民も開始される。
- 03月 リットン調査団、派遣。
- 05月15日 五・一五事件（要人暗殺テロ）。犬養毅暗殺、大正デモクラシー以来続いた政党内閣の終焉。
- 05月26日 齋藤内閣成立（挙国一致内閣）。
- 07月24日 日本、社会大衆党結成。
- 0日本、1934年（昭和9年）まで時局匡救事業。

1933年（昭和8年）
- 02月24日 国際連盟総会、「支日紛争に関する国際連盟特別総会報告書」勧告案の採決。
- 03月4日 フランクリン・ルーズベルトがアメリカ合衆国大統領に就任、民主党政権成立。1937年までニューディール政策。
- 03月27日 日本、国際連盟脱退通告。
- 05月31日 日中、塘沽停戦協定。

1935年（昭和10年）
- 01月8日 哈爾哈廟事件（日ソ間紛争）
- 02月18日 日本、天皇機関説事件。1935年ころから八紘一宇などのスローガンが掲げられるようになった（国家神道も参照）。また、教育勅語の神聖化（現人神も参照）や奉安殿の建設が盛んになる。
- 06月10日 梅津・何応欽協定
- 06月27日 土肥原・秦徳純協定
- 07月25日 第七回コミンテルン大会。
- 011月25日 河北省に冀東防共自治政府成立。

1936年（昭和11年）
- 01月15日 日本、 第二次ロンドン海軍軍縮会議からの脱退を宣言
- 01月29日 金廠溝事件（日ソ間紛争）
- 02月26日 二・二六事件（クーデター未遂）発生、戒厳の宣告。世界恐慌から日本経済を世界最速で脱出させた高橋是清らが犠牲となった。事件後、統制派（革新派も参照）が軍部の実権を握った。
- 06月3日-11月15日 満洲里会議
- 06月19日 乾岔子島事件（日ソ間紛争）
- 09月-11月 綏遠事件（内蒙古独立戦争）
- 011月25日 前年の第七回コミンテルン大会を受け、日独防共協定調印。
- 012月 ワシントン海軍軍縮条約失効
- 012月12日 西安事件。

1937年（昭和12年)
- 02月21日 日本、日本無産党結成。
- 03月30日 文部省・教学局が国体の本義発行。
- 04月5日 防空法公布、空襲警報の基本規定。
- 06月4日 第1次近衛内閣、成立。
- 07月07日 盧溝橋事件発生、日中戦争勃発。
- 07月29日 通州事件。朝鮮人を含む日本人居留民多数が暴徒に惨殺され、対中感情が極度に悪化。
- 07月下旬 宮崎工作
- 08月9日 大山事件。船津辰一郎、高宗武と会談（船津和平工作）。工作は失敗。
- 08月13日 第二次上海事変、日中戦争が本格化。招集の増加（病客車、傷痍軍人も参照）。召集令状を受けた出征者に千人針を贈る風習は1945年8月の敗戦まで続いた。また、国防献金も終戦まで盛んに行われた。その後、在華ソビエト軍事顧問団が派遣され、国民革命軍の対日作戦に影響を与えた。
- 09月4日 内蒙古（察哈爾省南部）に察南自治政府成立。チャハル作戦も参照。
- 09月 国民精神総動員。このころから日本における検閲が強化、翼賛報道（大陸の花嫁・暴支膺懲）、同調圧力も強まる（非国民およびレッテル貼りも参照）。
- 010月5日 ルーズベルト大統領の隔離演説。
- 010月15日 内蒙古（山西省北部）に晋北自治政府成立。
- 010月28日 内蒙古（綏遠省）に蒙古聯盟自治政府成立。
- 011月 日独伊防共協定。日本、大本営発表開始（〜1945年8月）。九カ国条約会議が開催されたが、日本は不参加。
- 011月22日 蒙疆聯合委員会設立。
- 012月5日 上海市大道政府成立。
- 012月12日 パナイ号事件
- 012月14日 華北に日本の支援による北京中華民国臨時政府成立
- 012月15日 日本、人民戦線事件発生（〜1938年2月1日）。1937年以降、革新官僚の主導で戦時統制経済開始、戦時体制に移行。
- 同年、コミンテルン指令1937年。

1938年（昭和13年)
- 01月16日 近衛文麿首相が第一次近衛声明を発表。日中戦争の早期和平を目指したトラウトマン工作の打ち切り。背景にソ連のスパイ、尾崎秀実らの工作があった。
- 01月 満蒙開拓青少年義勇軍の募集開始。
- 02月1日 冀東政府が中華民国臨時政府に合流
- 02月23日 ソ連空軍志願隊などによる日本領土（松山飛行場）への攻撃
- 03月28日 華中に中華民国維新政府成立。
- 05月 宇垣工作
- 07月 汪兆銘工作。尾崎秀実の謀略工作も参照。
- 07月29日 張鼓峰事件（日ソ間紛争）。
- 09月30日 国際連盟加盟国による対日経済制裁が開始された（ABCD包囲網の開始）。
- 011月03日 近衛文麿首相が第二次近衛声明を発表

1939年（昭和14年）
- 01月 姜豪工作
- 05月-9月 ノモンハン事件（日ソ間紛争）。
- 05月26日-5月27日 東安鎮事件（日ソ間紛争）。
- 07月8日 日本、国民徴用令公布。銃後の守りも参照。
- 07月26日 アメリカ政府が日米通商航海条約の廃棄を通告。背景にアメリカ共産党による反日工作。
- 09月1日 察南・晋北・蒙古聯盟の3自治政府を統合し蒙古聯合自治政府成立。
- 09月 ニューヨーク総領事館が『米国共産党調書』を発行し、ソ連・コミンテルンとアメリカ共産党による日米分断策動への注意喚起を促した。
- 011月18日 日本、太平洋問題調査会から事実上の脱退。
- 011月 日本、企画院事件発生（〜1941年4月）。
- 012月 桐工作。ステュアート工作も参照。

1940年（昭和15年）

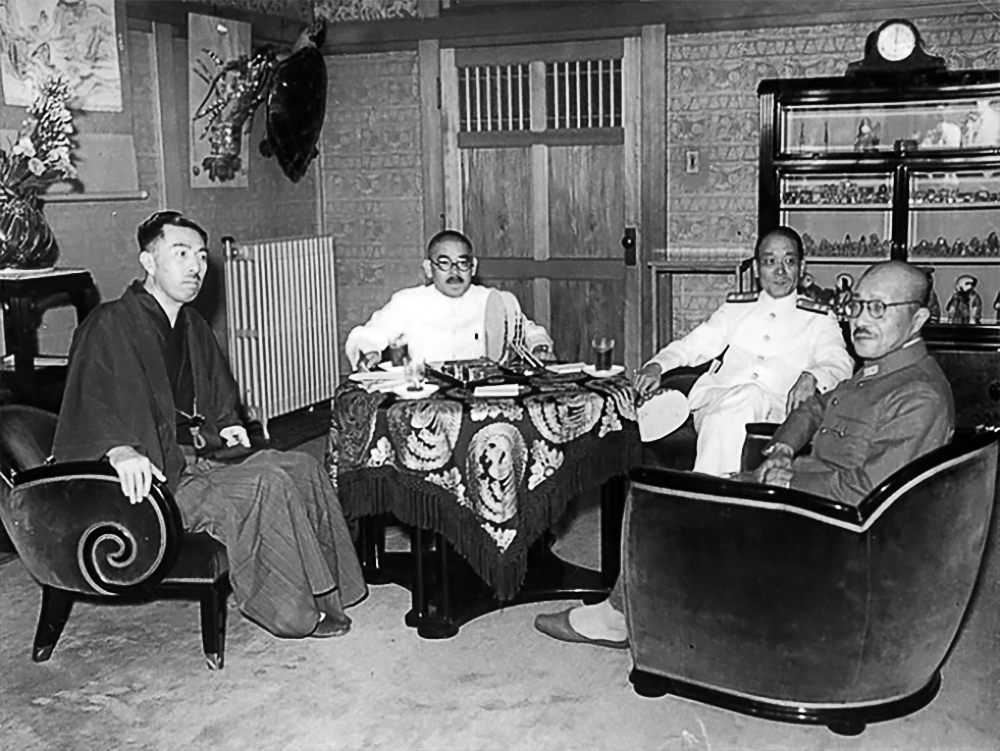
1940年（昭和15年）7月19日、
荻外荘で行われた荻窪会談。左から近衛文麿次期総理、松岡洋右次期外相、吉田善吾海相、東條英機次期陸相

- 01月26日、日米通商航海条約失効。日米間が「無条約時代」に入る。
- 03月30日 中華民国維新政府と中華民国臨時政府を統合し、南京で汪兆銘を首班とする南京国民政府（汪兆銘政権）成立。
- 06月22日 フランス政府、独仏休戦協定を締結しナチス・ドイツと休戦。日本でフランス領インドシナ（現在のベトナム）への進駐計画が始まる（南進論#世界恐慌から第二次世界大戦までも参照）。
- 07月22日 第2次近衛内閣成立。大本営政府連絡会議において対米戦争も想定に入った「世界情勢ノ推移ニ伴フ時局処理要綱」を決定。
- 07月25日 ニューヨーク総領事館は、松岡洋右外務大臣に『米国内ノ反日援支運動』を提出。
- 08月22日 松岡洋右外相、駐アメリカ大使に野村吉三郎を指名。
- 09月23日 日本側の西原一策とフランス側のアンリ・マルタンとの西原・マルタン協定締結により、北部仏印進駐を開始し援蔣ルートを遮断。
- 09月27日 日独伊三国同盟締結。
- 09月以降 銭永銘・周作民工作。
- 011月30日 日華基本条約締結と不平等条約の廃止。日満華共同宣言。

### 日米交渉
1940年（昭和15年）
- 011月17日 野村吉三郎、駐アメリカ大使に任命される。
- 011月末　アメリカからメリノール宣教会の神父ジェームス・Ａ・ウォルシュ司教と事務局長のファーザー・ドラウトが来日。近衛首相に近い井川忠雄と接触し、三人で「日米国交改善のための日米協定」案、いわゆる「日米諒解案」の雛形を作成。
- 012月18日 フランクリン・ルーズベルト大統領、炉辺談話で「民主主義の兵器廠」（en:Arsenal of Democracy）を宣言。

1941年（昭和16年）
- 01月06日 ルーズベルト大統領が一般教書で「４つの自由」演説。
- 02月11日 野村大使、ワシントンに到着。
- 02月12日 野村大使とハル国務長官の最初の会談。
- 02月14日 野村大使とルーズベルト大統領の最初の会談。
- 03月08日 フランク・ウォーカー（en）郵政長官の仲介による野村・ハルの秘密会談。
- 03月11日 アメリカ、レンドリース法、成立。
- 03月12日 松岡外相、訪欧に出発。
- 03月15日 第1回野村・ルーズベルト会談。

04月
- 04月13日 日ソ中立条約調印。ソ連による対中支援の停止。
- 04月14日 野村・ハル会談。「太平洋ノ平和維持」について合意。
- 04月16日 野村・ハル会談。野村大使は井川忠雄と岩畔豪雄と共に作成した「日米諒解案」を手渡し、ハルはこれを受けて諒解案について日本政府の正式な訓令を要請。
- 04月22日 松岡外相、訪欧から帰国。「日米諒解案」を初めて提示される。

05月
- 05月03日 松岡外相、第21回大本営政府連絡懇談会で「日米中立条約」を提案。また陸海軍の意見も加え、「日米諒解案」を大幅に修正した日本政府案を策定する。 野村大使に「日米中立条約」と松岡大臣の「オーラルステートメント」（口述書）の申し入れを訓令。
- 05月07日 野村・ハル会談。野村大使は「日米中立条約」と松岡大臣の「オーラルステートメント」の内容を伝える。
- 05月08日 松岡外相、「オーラルステートメント」をルーズベルト大統領に見せるよう野村大使に要請。
- 05月12日 野村・ハル会談。野村大使、「日米諒解案」の日本政府案をハルに提示。
- 05月15日 野村・ハル会談。ハルは日本政府案の「支那事変」の事項に疑義を呈する。
- 05月17日 野村・ハル会談。ハルは「日米諒解案」と「オーラルステートメント」のアメリカ政府非公式対案を提示。
- 05月21日 野村・ハル会談。
- 05月22日 野村・ハル会談。

06月
- 06月01日 バレンタイン米国務省参事官が野村大使に「日米諒解案」と「オーラル・ステートメント」のアメリカ政府非公式対案が日本側に手交される。
- 06月04日 野村・ハル会談。
- 06月08日 野村・ハル会談。
- 06月09日 野村大使、アメリカ政府非公式案を本国に打電。
- 06月17日 日本、オランダ領東インドとの交渉打ち切り。
- 06月22日  野村・ハル会談。ハルは「日米諒解案」と「オーラルステートメント」のアメリカ政府非公式訂正案を提示する。独ソ戦開始。
- 06月23日 野村・ハル会談。
- 06月25日 第32回大本営政府連絡懇談会で南進の方針が決定される。ソ連スパイの工作が影響を与えた。
- 06月29日 野村大使、「日米諒解案」の早急な成立を本国に具申。

07月
- 07月02日 第5回御前会議で「情勢ノ推移ニ伴フ帝国国策要綱」が正式決定される。
- 07月04日 野村・バレンタイン国務省参事官会談。
- 07月07日 関東軍特種演習の大動員令
- 07月10日 若杉要駐アメリカ公使、事情聴取のため帰国命令。野村大使も帰国を申し出るが却下される。大本営政府連絡懇談会で松岡外相がアメリカ政府非公式対案を受け入れることはできないと発言。
- 07月12日 第39回大本営政府連絡懇談会で松岡外相が対米交渉を打ち切るべきと発言。平沼騏一郎内務大臣、杉山元参謀総長は継続を主張。「オーラル・ステートメント」の撤回要請が決定。
- 07月14日 松岡外相、野村大使に米側「オーラル・ステートメント」の撤回要請を訓令。
- 07月15日 松岡外相、野村大使に「日米諒解案」のアメリカ政府非公式案に対する日本側回答を訓令。
- 07月16日 第3次近衛内閣成立。松岡外相は更迭され、豊田貞次郎が後継外相となる。
- 07月19日 野村とサムナー・ウェルズ国務長官代理の初会談。
- 07月23日 豊田外相、野村大使に日米交渉の継続を訓令。野村大使は南部仏印への進駐が「国交断絶一歩手前迄進ムノ惧レ」があると報告。
- 07月24日 野村・ウェルズ国務長官代理会談。野村大使は南部仏印進駐が平和目的であると説明、ウェルズは石油禁輸の可能性を示唆。
- 07月25日 アメリカ、在米の日本資産を凍結。第3回野村・ルーズベルト会談。ルーズベルトは南部仏印の中立化を提案。豊田外相・グルー駐日大使会談。豊田外相は南部仏印進駐を通告。
- 07月28日 南部仏印進駐開始（南進政策への誘導も参照）。
- 07月30日 ツツイラ号事件
- 07月31日 野村・ウェルズ国務長官代理会談。ウェルズはツツイラ号事件に抗議。野村は小さな事件として扱うように要請。

08月
- 08月01日 アメリカ、「全ての侵略国」への石油禁輸を表明、ABCD包囲網の完成（ヴェノナ文書も参照）。 野村・ウェルズ国務長官代理会談。野村はウェルズがツツイラ号事件解決の旨を発表したと報告。
- 08月04日 野村大使、来栖三郎等の交渉協力者の渡米を要請。
- 08月05日 豊田外相、野村大使に仏印中立化案への回答を訓令。
- 08月07日 豊田外相、野村大使に近衛・ルーズベルト会談開催の要請を訓令。野村大使は、交渉打ち切りのほか無しとするアメリカ側の態度を報告。野村・ハル会談。
- 08月09日 野村・ハル会談。ハル、8月5日の回答は「中立化案」の回答になっていないと通告。また日米交渉打ち切りを示唆。
- 08月14日 野村・ハル会談。ルーズベルト大統領と英国チャーチル首相が大西洋憲章を発表。
- 08月16日 野村・ハル会談。大西洋憲章について討議。
- 08月17日 第四回野村・ルーズベルト会談。ルーズベルト、日米首脳会談の前提は日本の態度変更が必要であると指摘。
- 08月18日 野村大使、政府の「大英断」を求める意見具申。
- 08月24日 野村・ハル会談。
- 08月26日 第48回大本営政府連絡会議、ルーズベルト大統領に対する近衛首相のメッセージを策定。
- 08月28日 野村・ハル会談。近衛メッセージの写しを手交。8時間後、再度野村・ハル会談。
- 08月29日 第5回野村・ルーズベルト会談。日本側はいわゆる「近衛メッセージ（日米首脳会談の申入れ）」の全文を手交。
- 08月30日 日本、不足する金属資源を補うため金属類回収令制定。ドイツ大使オイゲン・オット、日米交渉打ち切りを日本側に勧告。

09月
- 09月02日 野村・ハル会談。
- 09月03日 第50回大本営政府連絡会議、帝国国策遂行要領の提案。豊田外相、野村大使に日米首脳会談の9月中開催を要請するよう訓令
- 09月04日 豊田外相、日本側提案を訓令。野村・ハル会談。
- 09月06日 第6回御前会議において、日米交渉の期限を10月上旬頃とし、交渉と並行して対米英蘭戦の準備を概ね10月下旬までに完了、交渉不成立の場合直ちに開戦することに決定（帝国国策遂行要領）。野村・ハル会談で日本側提案を手交。
- 09月08日 野村大使が本国に対し調査報告（米国の対日世論調査「戦争をしてまでも日本の発展を阻止すべき」70％、米国の軍需品注文が毎月10億ドルに上がり生産額は昨年の4〜5倍）。
- 09月10日 ジョセフ・グルー駐日アメリカ大使から豊田外相に質問書が渡される。
- 09月12日 豊田外相、野村大使に質問書への回答を通知。
- 09月17日 野村大使、9月6日に手交した日本側提案だけでは合意不可能と報告。
- 09月18日 第53回大本営政府連絡会議、「N工作」(Nは野村駐米大使の頭文字から)に対する日本側の最終的態度決定の必要性について議論。
- 09月20日 第54回大本営政府連絡会議、日本側姿勢を『日本国「アメリカ」合衆国国交調整ニ関スル了解案』として決定。野村・ハル会談。

0*9月23日 野村・ハル会談。野村は日中和平案を提示し、日米首脳会談を督促。
- 09月25日 第55回大本営政府連絡会議、日米交渉の期限を10月15日に決定。
- 09月27日 日本、ゾルゲ事件発生（〜1942年4月）。
- 09月28日 了解案をアメリカ側に手交。この時、バレンタイン国務省参事官はグルー大使から内報のあった案と了解案の項目数が異なると指摘。野村はグルー大使経由の案を優先するように伝達。
- 09月29日 野村・ハル会談。野村・スターク海軍大将会談。

10月

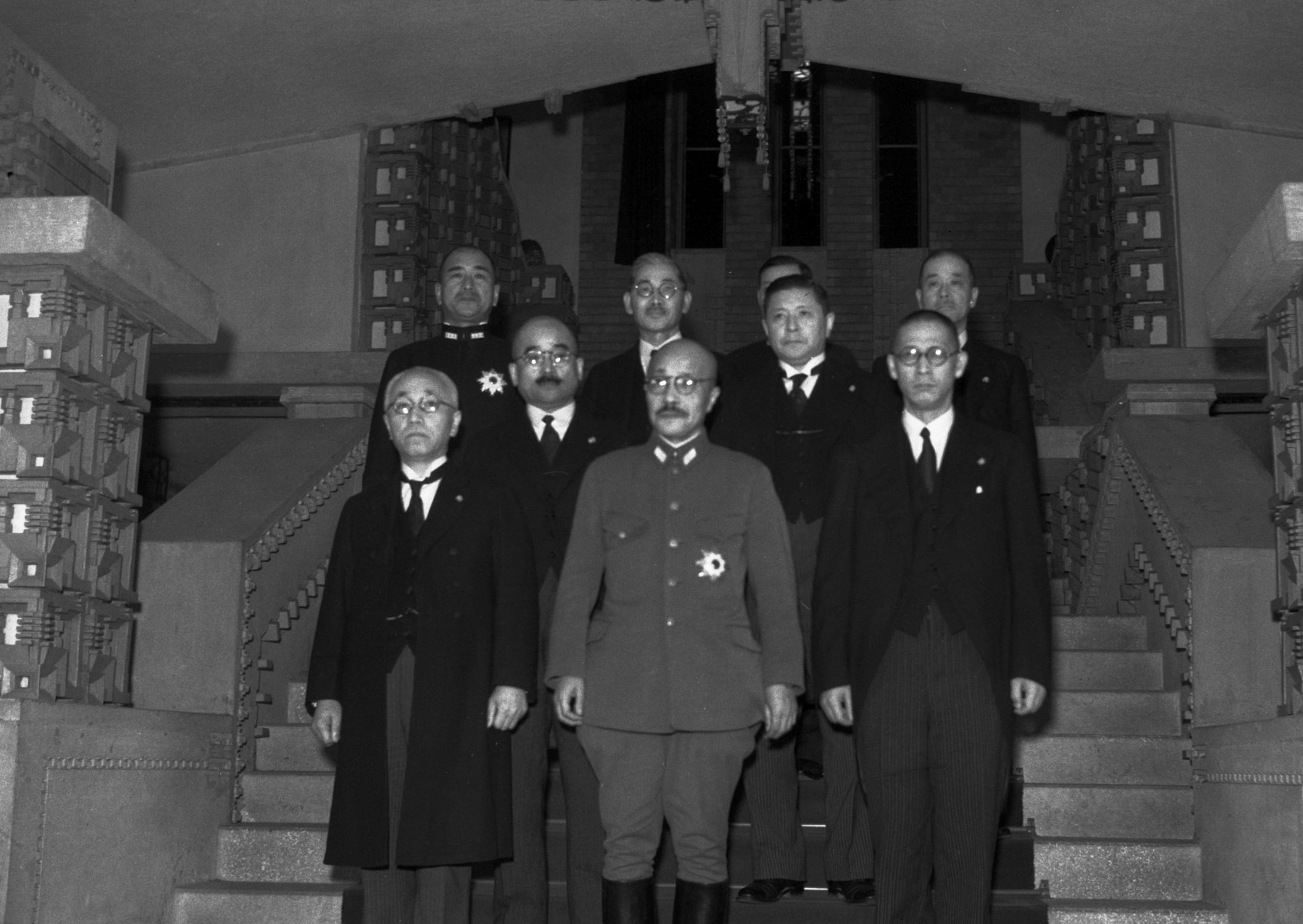
1941年（昭和16年）10月、
東條内閣の閣僚

- 10月02日 野村・ハル会談。米国側は日米首脳会談拒否の回答とハル4原則(「すべての国家の領土と主権の尊重」「内政不干渉」「通商平等」「現状維持」)の確認を求めた覚書を手交。
- 10月04日 野村・ハル会談。第54回大本営政府連絡会議で日米交渉「成立ノ目途ナシト云フニ在リ」との情報が披露される。
- 10月06日 豊田外相、野村大使にハル4原則の基本的な同意、仏印からの撤兵は日中和平後に日中提携が行われてから行うことなど訓令する。
- 10月09日 野村・ハル会談。
- 10月10日 野村大使、譲歩しない限り日米首脳会談は成立しないとの観測を具申。野村・バレンタイン・ハミルトン国務省極東部長会談。
- 10月12日 近衛首相、自邸に豊田貞次郎外務大臣・東條英機陸軍大臣・及川古志郎海軍大臣・鈴木貞一企画院総裁を招き五相会議を行う。東條陸相は中国からの撤兵に反対。
- 10月15日 野村・ターナー海軍少将会談。若杉公使・ウェルズ国務長官代理会談。
- 10月16日 第3次近衛内閣総辞職、近衛文麿首相辞任。
- 10月18日 東條英機首相就任、東條内閣成立（統制派も参照。）。外相に東郷茂徳が就任。若杉・ハル・ウェルズ会談。
- 10月21日 東郷外相、日米交渉の継続と「了解案」へのアメリカ側対案を求めるよう訓令。
- 10月23日 第59回大本営政府連絡会議、東条新内閣と統帥部は9月6日の第6回御前会議決定を白紙還元し、国策遂行要領の再検討を開始する
- 10月25日 野村・プラット海軍大将会談。
- 10月29日 野村大使、日米国交調整に関するアメリカ首脳等の見解について報告。
- 10月30日 第65回大本営政府連絡会議で東條首相が「戦争せず臥薪嘗胆」「直ちに開戦」「戦争決意の下に日米交渉妥結に努める」という三案を提示。

11月

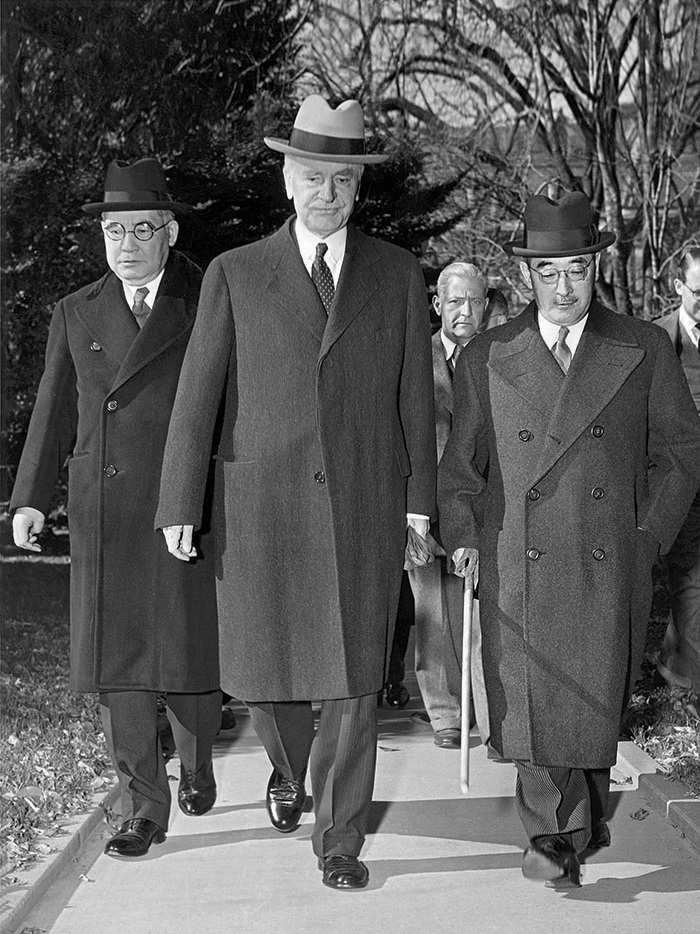
ハル国務長官(中央)と共にホワイトハウスに向う野村大使(左)と来栖大使(右)
1941年（昭和16年）11月17日

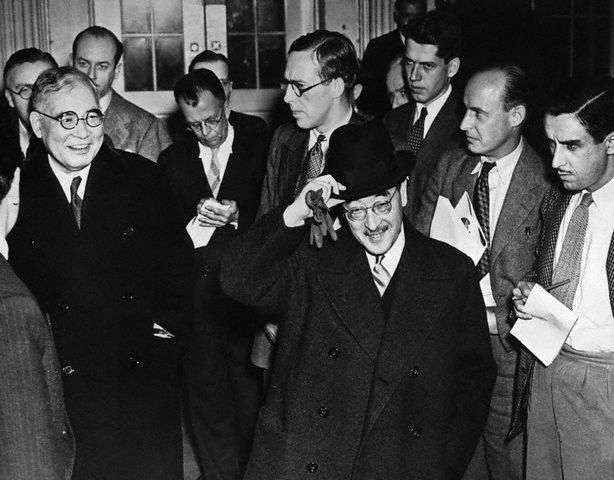
ホワイトハウスでルーズベルト大統領との会談を終えて記者団と会見する野村大使と来栖大使
1941年（昭和16年）11月18日、米時間17日

- 11月01日 第66回大本営政府連絡会議、国策遂行要領を再検討し「（イ）戰爭ヲ決意ス（ロ）戰爭發起ハ十二月初頭トス（ハ）外交ハ十二月一日零時迄トシ之迄ニ外交成功セバ戰爭發起ヲ中止ス」と決定。対米交渉要領「甲案」「乙案」の討議。
- 11月03日 参謀総長杉山元と軍令部総長永野修身が対米英蘭戦争の作戦計画を昭和天皇に上奏。
- 11月04日 東郷外相、野村大使に日本側最終案「甲案」「乙案」を訓令。
- 11月05日 第7回御前会議で「甲案」「乙案」と帝国国策遂行要領の改訂が決定される。。東郷外相、「甲案」から交渉を始め、25日までに調印するよう訓令。乙案は南部仏印からの日本軍の撤退により米国の石油禁輸措置解除等を求める妥協案。
- 11月07日 野村・ハル会談（若杉・バレンタインも同席）。野村大使、「甲案」を手交。
- 11月11日 第7回野村・ルーズベルト会談（若杉公使・ハル国務長官も同席）。
- 11月13日 野村・ハル会談。ハルは甲号と乙号の二通の「オーラル・ステートメント」を提示。野村は甲号を本国に伝達。東郷外相は「乙案」の修正を訓令する。
- 11月15日 野村・ハル会談。第69回大本営政府連絡会議、作戦開始時期を保留した南方作戦を発令。
- 11月16日 特命大使として来栖三郎がワシントンに到着。
- 11月18日 野村・来栖・ハル会談、第1回野村・来栖・ルーズベルト会談。
- 11月19日 野村・来栖・ハル会談。
- 11月20日 東郷外相、「乙案」の提示を訓令。野村・来栖・ハル会談。
- 11月21日 来栖・ハル会談。野村・来栖・ハル会談で「乙案」を手交。
- 11月22日 東郷外相、調印を29日までに行うよう訓令。野村・来栖・ハル会談。
- 11月26日 日本海軍の第一航空艦隊を中核とした機動部隊、単冠湾を出港
- 11月27日 野村・来栖・ハル会談。ハルは「乙案」の拒否を伝え、いわゆる「ハル・ノート」を手交（原案作成はハリー・ホワイト）。第73回大本営政府連絡会議にて宣戦布告の事務手続き決定
- 11月28日 第2回野村・来栖・ルーズベルト会談。
- 11月30日 東郷外相、野村・来栖両大使に「ハル・ノート」に関し米国の深甚なる反省を求める旨を訓令。

12月

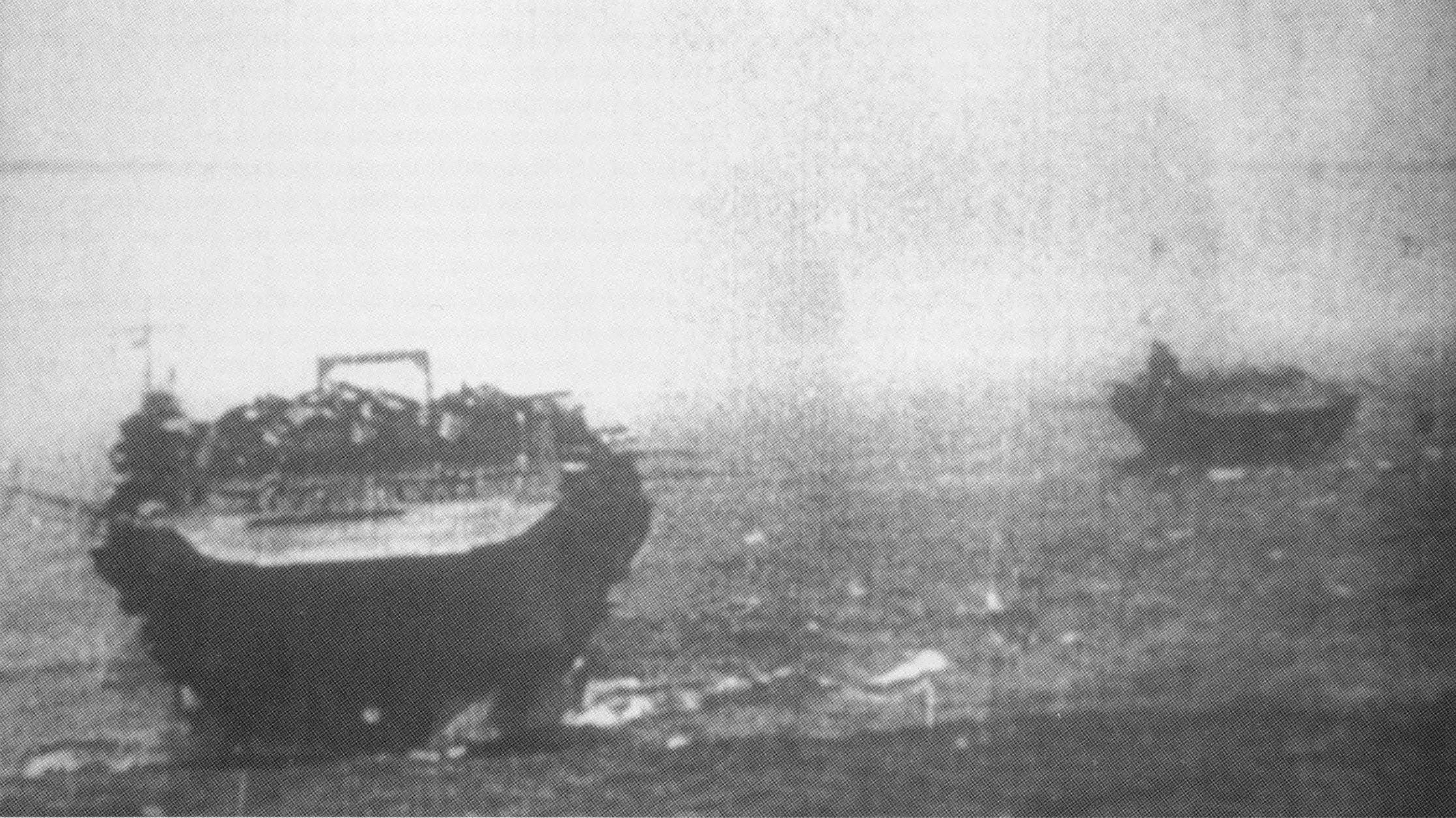
1941年（昭和16年）12月、ハワイ真珠湾に向かう加賀（左）と瑞鶴（右）

- 12月01日 第8回御前会議で対米英蘭開戦が決定される
- 12月02日 野村・来栖・ハル会談。
- 12月03日 大本営から日本海軍機動部隊へ「ニイタカヤマノボレ1208」(真珠湾攻撃命令)を発信。
- 12月04日 マレー半島攻略部隊、海南島を出港。
- 12月05日 野村・来栖・ハル会談。
- 12月06日 ルーズベルト大統領より昭和天皇に対し、「平和を志向し関係改善を目指す」という親電が送られる（ルーズベルト大統領の昭和天皇宛親電）。東郷外相、野村大使に交渉打ち切りを伝える「対米覚書」を訓令。
- 12月08日 野村大使、ハル国務長官に「対米覚書」を手交し、日米交渉決裂(米時間7日)。「米国及英国ニ対スル宣戦ノ詔書」が発せられ、米国と英国に宣戦を布告（日本の対米英宣戦布告）。

## 研究者による評価
「ハル・ノート」についての評価はハル・ノート#研究者による評価の節を参照。

### 日本の乙案について
ハーバート・ファイス（当時、国務省・陸軍省の顧問）
ハルが乙案に対して「日本の提案を受諾することによって米国が負う義務は全く降伏に等しいものであった」と評価していることについて、「ハルのこの判断の若干の点については多少の疑問がないことはなかった。ハルが提案乙の若干の項目について読み取った意味は、必ずしも正しい解釈であったかどうかは確かでない。また日本が後退を開始すると申し出たことについてのハルの全体的推定が正しかったかどうかも確かではない」と疑問を呈している。しかし、米国が乙案に同意したとしても「日・米両国が行なっている軍事行動について必ず紛議がおこったであろう」「石油についての紛議が重大化して協定を危うくするであろう」として、「太平洋における戦争は避けられなかっただろう」としている。

### アメリカ暫定協定案の破棄について
入江昭
「この段階に至ってもABCD陣営の存続が最優先視されたのであり、したがって米国としても単独で日本と取引するわけにはいかなかった。たとえ、三カ月でもABCD陣営を対日譲歩の犠牲にするわけにはいかないという決意のために、暫定協定案は日本側に提示されることはなかった」「ABCD陣営維持が最優先だとされた以上、日本と米国が交渉する意味はなかった」。
細谷千博
佐藤元英との対談で、佐藤の「日米トップ会談や、『乙案』あるいはアメリカの『暫定協定案』には、交渉妥結の可能性があったのではないか。（中略）ハルやホーンベックなど国務省の問題になるのでしょうか」という質問に対して、「戦争を回避する機会が昭和十六年の八月以降もまだあったということです。しかし、国務省、特にハルやホーンベックらの反対によって、小さいながらも残されていた戦争回避の機会を失ったことは遺憾と言わざるを得ません。ハル・ノートは、日本に仏印や中国からの全面撤兵と汪兆銘政権の否認を求め、日本の「新秩序外交」の全面的否定を明らかにし、いわば日本に満洲事変前に戻ることを求めた厳しい内容であり、日本にとって受け入れがたいものでした。もとより、一九三〇年代、日米戦争に向けての歴史の潮流を推し進めていったのは、日本の中国大陸に対する侵略政策であり、あるいは「東亜新秩序」建設を目指した日本の外交です。（中略）このことを前提としても、ここで考察した時期のアメリカ国務省の対応ぶりにも問題があったことを指摘せざるを得ないのです」と述べている。
ジョナサン・G ・アトリー
「振り返ると、11月26日のハルの決定は、おそらく間違っていた。たとえハルが日本に暫定協定を提案していても、中国は崩壊しなかったであろう。大統領の言質と軍事物資の輸送がおこなわれていれば、中国の士気は維持され、可能性はわずかであったが戦争を回避するチャンスも残されていたであろう」。

### 日米交渉全般について
ジョナサン・G ・アトリー
「両国とも戦争は望んではいなかった。日本の指導者たちはアメリカの莫大な経済軍事資源に一目を置いており、そうした大国と戦うことはまったく思慮を欠くものと考えていた。他方、アメリカの指導者たちに日本人に対する尊敬の念があったわけではない。ただアメリカの現実的利益がヨーロッパに存在すると考えていたために、アジアでの戦争を極力避けたかったのである。双方が平和を希求していたからこそ、外交の機会がありえたのである」「そもそも外交の目的とは、利害対立を有する国家が戦場においてでなく相互の差異を解消する方法を見出すことにある。…こうした基準からすると、アメリカの外交政策担当者は失敗したことになる。四年以上の期間を通して、彼らはアメリカの政策、日本の政策、いずれも戦争を回避する方向に導くことができなかったのである」。
P.カルヴォコレッシー、G.ウイント、J・プリチャード
「どちらかというと日本人と同じく、力ずくでなければ日本人には通じないと思いこんだ米国は、交渉への取り組みが異常なほどかたくなで、日本が納得しうる妥協を切望しているのを判断し損なった」「米国政府が中国の陳情とチャーチルの発言通りにするや、真の暫定協定の可能性も消えうせてしまった。日本は、壁に背を向けて、これ以上の話し合いは全く無益であると悟った」「とりわけ強調すべきなのは、米国が加えた対日経済制裁と、適度の強さ、柔軟性、想像力で外交交渉を行うのに米国が失敗したため必然的に生じた結果が、日本としてみじめな降伏に屈しないためには、太平洋戦争しか代案がなかったということだ。問題の核心は、あの戦争を避けられたかもしれない対日政策をとるのは、米国と英国の権力者の手中にあったのである」 。
ジョージ・ケナン
「もしハルが、東アジアの政治的現実にもっと関心を示し、さらに他国民もすぐれて法律的かつ道徳的な原理にたいし口先だけでも好意をしめすべきだということにハル自身があまり執着しなかったら、太平洋戦争はたぶん避けえたろうと思われる」「しかしながら、アメリカ国民はこの事実を当時も理解しなかったし、現在にいたるまで理解していない。自分たちは攻撃され挑発された、したがって防御しなければならない、だからこの戦争の目的は自分たちを攻撃した勢力を打倒することにある。こういう単純な印象のもとにアメリカ国民は太平洋戦争に乗りこんでいったのである。それで彼らは本当のところ、自分たちが何のために戦っているかについて、第一次大戦や第二次大戦のヨーロッパ戦線の戦争目的以上に明確な目的を持ちえなかったのである」。
須藤眞志
「日本側は松岡を除いて、確固たる対米観が存在しておらず、十分に説明すれば、日本の立場を理解してくれるはずという楽観的見方が支配的で、（日本に対して）悪しきイメージをアメリカ当局者達が抱いているとは想像もしていなかった。一方、アメリカ側は、日本は説明してもわからない国であり、制裁という態度で示すのが最も効果のある説得方法であると確信していた。それは日本に対する不信感に裏打ちされていた」として、松岡の強硬論も誤算であったこと、近衛の楽観論は結局裏切られたこと、そして、ホーンベックの力による封じ込めで日本は屈服するという合理主義も、日本には弱い者でも時には強い者に立ち向かうという非合理主義があり通用しなかったことを挙げ、「結局のところ、（日米）相互に誤ったイメージの上に作られた政策の行き違いが悲劇を生む結果」となったと指摘している。